# 'Ndrangheta in Italia
(Relazione 2008 della Commissione parlamentare antimafia del Presidente Francesco Forgione.)

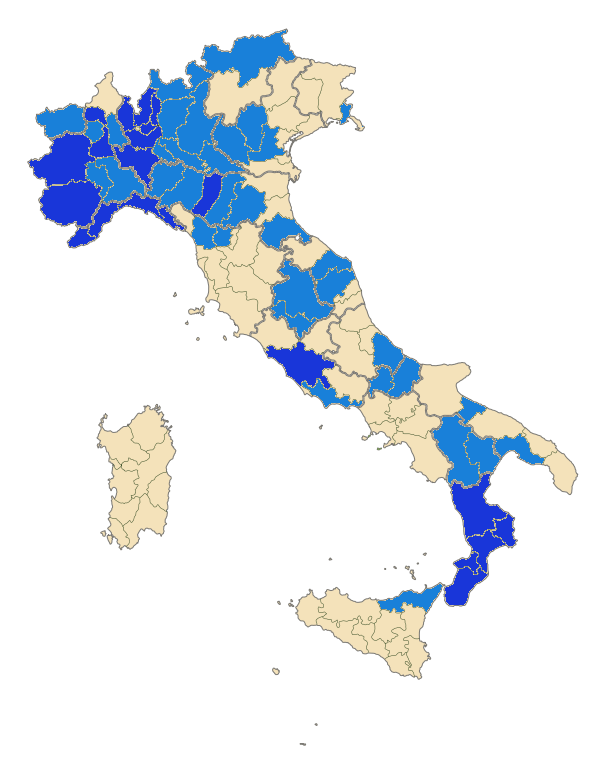
'Ndrangheta in Italia per provincia. In blu le province con la presenza accertata di locali, in azzurro province in cui sono stati attestati illeciti legati alla 'ndrangheta (2017)

A partire dall'Ottocento, i primi elementi e indizi relativi a una prima criminalità organizzata calabrese emergono nel territorio reggino, ed è col Novecento che l'organizzazione criminale si estende prima in tutta la regione Calabria e poi nella seconda metà del Novecento in tutte le regioni del nord meta di emigrazione e nel Lazio. Gradualmente anche nelle restanti regioni. Si trovano elementi calabresi anche in Sicilia e Campania frutto di alleanze con le organizzazioni criminali locali.
Secondo le relazioni semestrali annuali della Direzione nazionale antimafia e antiterrorismo (DNAA) vedi Link web relazioni semestrali DIA, la 'ndrangheta è presente in quasi tutte le regioni d'Italia; in Veneto, Friuli-Venezia Giulia e Toscana svolge attività di riciclaggio, mentre in Piemonte, Valle d'Aosta, Lombardia, Liguria, Emilia-Romagna e Umbria esistono sodalizi consolidati dove o hanno soppiantato altre organizzazioni criminali o hanno stretto alleanze o hanno accordi di non ingerenza.
Bankitalia pubblica a ottobre 2019 uno studio su quanto la presenza mafiosa incida sul mondo del lavoro in cui afferma che dal 1971 al 2011 (40 anni) a causa delle infiltrazioni di 'ndrangheta nel centro e nord Italia l'occupazione è calata del 28%.

## Riti di affiliazione nella 'ndrangheta

### L'importanza dei pasto conviviale (le cosiddette mangiate) in seno alle 'ndrine
Meglio della stretta di mano è considerata per le 'ndrine la "mangiata". Il pasto conviviale non è solo il momento in cui ci si confronta e si assaporano gli alimenti, che già di per sé ha un significato storico-simbolico. Infatti, una serie di indagini sulle 'ndrine esistenti sul territorio italiano hanno evidenziato l'importanza di queste riunioni conviviali, che al pari di altre occasioni sociali (battesimi, matrimoni, feste, funerali) rivestono ancor più per le 'ndrine, una grande valenza simbolica. I summit non sono mere riunioni conviviali ma momenti essenziali della vita stessa dell'associazione mafiosa. Queste riunioni conviviali servono agli associati per ricevere protezione, prestigio, assistenza, autorità e anche impunità. Il rituale, ancora, risulta essere una sorta di "precauzione" contro i tradimenti. Questo perché le 'ndrine sono in modo incessante percorse dal sospetto, dall'incertezza, dal possibile fraintendimento e il rituale conviviale fornisce ai loro associati un'effimera certezza, essendo privo di ambiguità, per cui qualifica il partecipante e conferisce allo stesso la necessaria autenticità. L'affiliazione determina un cambiamento di status e il rituale di affiliazione consente al nuovo affiliato di entrare a far parte di una "élite".

### I gradi e le cariche in seno alla 'ndrangheta
Così anche i gradi e le cariche dei singoli associati, all'interno delle 'ndrine, servono ad incrementare il senso di lealtà verso l'associazione.

## Diffusione
In tutte le 20 regioni d'Italia si trovano delle 'ndrine. Oltre alla Calabria forti insediamenti si trovano in tutto il Nord Italia, e Centro Italia. In Sicilia e Campania dove già si trovano organizzazioni ben radicate è presente in virtù di alleanze fra le varie famiglie per la gestione e la stipulazione di affari illeciti.
Secondo le forze di polizia italiane, al 2007 in Calabria operavano circa 155 famiglie chiamate 'ndrine che affiliano circa 6 000 persone dedite ad attività criminali, legate quasi sempre tra loro da vincoli familiari.
Secondo un'indagine demoscopica del 2013 in Calabria e nel resto d'Italia, in particolare Piemonte, Liguria, Lazio e Lombardia opererebbero 141 'ndrine, nel mondo 113.

### Cosche madri operanti in Calabria: loro infiltrazioni e traffici.

Calabria

Nella sua regione di origine il controllo della 'ndrangheta è amplissimo, estendendosi dal settore della sanità a quello dei trasporti e dei lavori pubblici, grazie a forti infiltrazioni nelle istituzioni, a partire dalla Regione, con complicità nelle forze politiche di ogni colore. In campo sanitario, si può citare il caso delle Asl di Palmi e Locri sciolte per mafia, quest'ultima per due volte, la seconda delle quali dopo l'omicidio del vicepresidente del Consiglio Regionale Francesco Fortugno, omicidio che gli inquirenti ritengono compiuto proprio a causa delle infiltrazioni criminali nella Sanità regionale. La 'ndrangheta ha un completo controllo dei lavori sull'autostrada Salerno-Reggio Calabria, che le varie 'ndrine si dividono per aggiudicarsi gli appalti. Il porto di Gioia Tauro vede la presenza di numerosi traffici illeciti, in particolare il commercio della droga, ma anche il contrabbando dei tabacchi e il traffico dei rifiuti, ma le 'ndrine gestiscono in gran parte anche le attività lecite. Secondo il Magistrato calabrese Vincenzo Macrì (ex Direzione Nazionale Antimafia) la 'ndrangheta ha da una parte una vocazione mercantile esercitando commerci illeciti a livello internazionale (traffico di droga, armi, rifiuti tossici e via dicendo) dall'altra ha invece una vocazione istituzionale di controllo del territorio d'origine (sotto l'aspetto politico-amministrativo-istituzionale-imprenditoriale).
Secondo il rapporto semestrale 2008 della DIA nella regione vi erano 136 gruppi attivi così distribuiti:
| Provincia       | Numerosità |
| --------------- | ---------- |
| Reggio Calabria | 73         |
| Catanzaro       | 21         |
| Crotone         | 21         |
| Cosenza         | 14         |
| Vibo Valentia   | 7          |

### Sviluppo della 'ndrangheta nell'Italia settentrionale
(Il procuratore Federico Cafiero De Raho dopo l'operazione Cerbero del 2019 in Piemonte)

Giuseppe Morabito, capobastone arrestato nel 2004

L'insediamento della 'ndrangheta al nord Italia ha tutta una sua peculiarità rispetto alle altre organizzazioni mafiose.
Difatti al nord vi sono delle vere e proprie filiali fisse delle cosche-madre della Calabria. Quindi un maggior controllo del territorio. Un esempio eclatante è la 'ndrina dei Mazzaferro: Giuseppe Mazzaferro controllava le "locali" (insieme di più 'ndrine) della Lombardia, Francesco Mazzaferro, con l'appoggio del cugino Rocco Lo Presti, boss di Bardonecchia, ormai potente in Piemonte fin dagli anni sessanta controllava Torino, e Vincenzo Mazzaferro Marina di Gioiosa Ionica, il luogo d'origine della 'ndrina. Le altre organizzazioni invece si stabiliscono al nord solo per il periodo dell'affare da stipulare. Questo fenomeno si è comunque esteso all'intero paese. Inizialmente scelgono paesi, anziché grandi città come basi operative per ricreare lo stesso ambiente d'origine e per un controllo migliore del territorio. Si potrebbe datare l'inizio della presenza mafiosa dagli anni cinquanta. Il primo capobastone di rilievo ad arrivare al nord è Giacomo Zagari di San Ferdinando nel 1954, della piana di Gioia Tauro. Vive per un periodo a Gallarate e poi si trasferisce a Buguggiate.
Molti 'ndranghetisti vengono mandati anche dallo stato in soggiorno obbligatorio. Questa procedura si rivelò controproducente, poiché i mafiosi ritrovarono lo stesso ambiente che lasciavano e per il fatto che ormai ci si poteva spostare e comunicare velocemente in tutta Italia e tenere ugualmente i contatti con la Calabria.
Negli anni settanta con il caso Teardo venne alla luce la presenza di cosche in Liguria: Asciutto, Grimaldi, Bruzzaniti, De Stefano (esponenti del calibro di Paolo Martino e Vittorio Canale), e altre. Nella regione esiste anche una struttura della 'ndrangheta di enorme rilievo: la "camera di compensazione", che ha il compito di gestire e organizzare le attività mafiose della regione con quelle dei "locali" di Nizza e della Costa Azzurra. A Desio si insediano gli Iamonte-Moscato.
Ma è negli anni ottanta che la 'ndrangheta cominciò a investire al nord i proventi illeciti e al controllo dei mercati illegali. I mafiosi acquistarono immobili, alberghi, discoteche, imprese commerciali. Penetrarono nelle imprese che fallirono e successivamente se ne impossessarono. Nel 1985 a Buccinasco (MI) si svolse un incontro fra i Sergi e i Papalia per il controllo del traffico di eroina. Nel milanese sono gli anni di Giuseppe Flachi e Franco Coco Trovato.
Negli anni novanta Cosa nostra lascia il passo alla 'ndrangheta che si insedia in modo ancora più preponderante. Ciò, è dovuto anche alle azioni giudiziarie da cui è stata colpita Cosa nostra, e al numero notevolmente inferiore di pentiti. La 'ndrangheta inoltre ha intrecci con la politica al nord, come dimostrato da alcuni episodi avvenuti in Lombardia, Liguria e Piemonte. Nel 1995 venne arrestato Rocco Lo Presti, storico boss mafioso di Bardonecchia e della Val di Susa e sciolto per mafia il consiglio comunale di Bardonecchia, primo caso al nord. Sempre in questo periodo vi furono le operazioni "Wall Street", "Count Down", "Hoca Tuca", "Nord - Sud", "Belgio" e "Fine" che arrestarono in Lombardia oltre 3 000 persone. Le 'ndrine colpite furono: Flachi, Trovato, Papalia, Sergi, Morabito e Paviglianiti. A seguito delle operazioni nel 1995 si avviò il maxiprocesso conclusosi nel 1997 con condanne pesanti verso numerosi imputati.

Le cosche nel sud di Milano (specie quelle dei Barbaro, Papalia e Sergi) monopolizzano appalti e subappalti nel campo edilizio e il traffico di cocaina. Si può affermare che sul territorio milanese sono presenti in modo diretto o rappresentate con alleanze tutte le 'ndrine calabresi.

È molto forte anche la presenza delle cosche crotonesi, i Farao-Marincola e Oliverio e gli Arena specialmente, come è emerso nel 2009 dall'operazione Isola a Monza e dai numerosi arresti di ciò che era la Locale di Lonate Pozzolo. I lavori per l'Expo 2015 di Milano sono ad altissimo rischio infiltrazioni delle cosche. Il 13 luglio 2010 viene scoperta una nuova struttura nel Nord Italia chiamata Lombardia che federa i locali del settentrione ma sempre alle dipendenze dei mandamenti calabresi. Il capo della Lombardia Carmelo Novella è stato ucciso a San Vittore Olona nel 2008 perché esigeva più indipendenza dalla Calabria, e fu sostituito il 31 ottobre 2009 con il platiota corsichese Pasquale Zappia in una riunione presieduta da Giuseppe Neri a Paderno Dugnano, incaricato anche di costituire una camera di controllo per gestire i vari locali lombardi.
La relazione della DIA al Parlamento, riguardo al 1º semestre 2010, rileva "nel Nord, soprattutto in Lombardia, una costante e progressiva evoluzione della 'ndrangheta" che si muove attraverso "consenso" e "assoggettamento"; così determinando "un vero e proprio condizionamento ambientale che si è insinuato a tutti i livelli da quello sociale a quello economico e politico-amministrativo".
Il 21 ottobre 2011, il presidente della Commissione antimafia Giuseppe Pisanu afferma che in Liguria la criminalità organizzata calabrese è ben radicata e si interessano del settore edilizio, appalti in genere, traffico di armi e droga, ciclo dei rifiuti, gioco d'azzardo lecito e illecito.
A fine 2012 cade la giunta regionale della Lombardia a causa dei ripetuti indagati in consiglio regionale e per ultimo il coinvolgimento dell'assessore PDL Zambetti accusato di aver preso voti da Giuseppe D'Agostino dei Morabito-Bruzzaniti-Palamara alle ultime elezioni.
Nella relazione annuale dell'antimafia del 2015 viene confermata la posizione di predominio nel Nord Italia rispetto ad altre associazioni criminali.

## Tabella regionale
La Tabella è stata costruita con informazioni prese dai libri Fratelli di sangue di Nicola Gratteri,
'Ndrangheta. Le radici dell'odio di Antonio Nicaso e dalla Relazione della commissione antimafia del 2008.

Italia

| Regione               | Località | 'Ndrine presenti | Affari |
| --------------------- | --- | --- | --- |
| Abruzzo               | San Salvo, Pescara, Chieti, Francavilla al Mare | Ferrazzo, Mancuso, Cuppari | Traffico di droga |
| Basilicata            | Matera, Potenza, Pisticci | Bellocco, Pesce, Serraino | Creazione e protezione dei Basilischi |
| Campania              | Napoli | | Alleanze con la Camorra |
| Emilia-Romagna        | Bologna e provincia, Provincia di Forlì-Cesena, Modena e provincia, Parma, Piacenza, Ravenna e provincia, Reggio nell'Emilia e provincia, Rimini e provincia              | Arena, Barbaro, Bellocco, Cataldo, Cordì, Dragone, Grande Aracri, Iamonte, Mammoliti, Nicoscia, Nirta, Mazzaferro, Pompeo, Scriva, Morabito, Nirta-Strangio, Ursino, Vadalà, Pelle-Vottari, Vrenna-Ciampà-Corigliano-Bonaventura                                                                                       | Narcotraffico, gioco d'azzardo, usura, estorsioni, traffico di armi |
| Friuli-Venezia Giulia | Gorizia, Monfalcone | Mancuso | Riciclaggio di denaro |
| Lazio                 | Anzio, Civitavecchia, Fondi, Formia, Gaeta, Nettuno, Roma e provincia, Pontinia, Terracina                                                                                | Alvaro, Avignone, Barbaro, Bellocco, Condello, De Stefano, Farao-Marincola, Mollica, Iamonte, Ruga-Metastasio, Morabito, Nirta-Strangio, Nirta, Gallace-Novella, Palamara, Pesce, Piromalli, Pisano, Tripodo, Vrenna, Zagari-Viola-Fazzalari, Monterosso                                                               | Edilizia, esercizi commerciali, estorsione, gioco d'azzardo, pizzo sulle attività criminali, riciclaggio denaro, traffico di stupefacenti, usura                                            |
| Liguria               | La Spezia, Genova, Lavagna, Imperia, Rapallo, Sanremo, Sarzana, Savona, Taggia, Ventimiglia                                                                               | Alvaro-Palamara Albanese, Bellocco, Bruzzaniti, Condello, Cordì, De Stefano, Pesce, Iamonte, Libri, Commisso-Macrì, Mazzaferro, Morabito, Papalia, Piromalli, Rodà, Romeo, Santaiti, Ursino | Ristorazione, smaltimento rifiuti, gioco d'azzardo, usura, estorsioni, riciclaggio, attività imprenditoriale nel settore videogiochi/scommesse e stabilimenti balneari, traffico di cocaina |
| Lombardia             | Bergamo e provincia, Brescia e provincia, Como e provincia, Lecco e provincia, Milano e provincia, Monza e provincia, Muggiò, Pavia e provincia, Sondrio, Varese e Varese | Arena, Barbaro, Critelli, Bellocco, De Stefano, Di Giovine, Facchineri, Gattini, Grande Aracri, Iamonte, Mancuso, Mazzaferro, Molè, Monterosso, Morabito, Nirta-Strangio, Nicoscia, Maesano-Pangallo, Papalia, Oliverio, Paparo, Paviglianiti, Pesce, Piromalli, Trovato, Ursino, Vrenna-Ciampà-Corigliano-Bonaventura | Traffico di cocaina ed eroina, armi, edilizia, locali notturni |
| Marche                | Ancona, Camerino Marina di Montemarciano, Falconara Marittima e Senigallia                                                                                                | Alvaro, Bellocco, Commisso-Macrì, Cordì, Crea, Nirta, Ursino | Traffico di cocaina, sbubba (eroina) e fumo |
| Molise                | Termoli, Campomarino | Ferrazzo, Bellocco | Traffico di droga |
| Piemonte              | Alessandria, Bardonecchia, Biella, Canavese, Carmagnola, Chivasso, Ivrea, Torino, Oulx, Val di Susa, Volpiano                                                             | Lo Presti, Mazzaferro, Agresta, Belcastro, Belfiore, Bonavota, Bruzzaniti, Commisso-Macrì, Crea-Simonetti, D'Agostino, Ilacqua, Mancuso, Monterosso, Morabito, Marando, Napoli, Pesce, Bellocco, Palamara, Polifroni, Romanello, Trimboli, Ursino, Varacalli, Vrenna                                                   | Traffico di stupefacenti, prostituzione, traffico di armi, usura, estorsioni, gioco d'azzardo, riciclaggio, edilizia                                                                        |
| Puglia                | Bari, Taranto | Bellocco | Favoreggiamento alla creazione della Sacra corona unita, alleanze con la Camorra barese e con la Società foggiana, traffico di droga                                                        |
| Sardegna              | Cagliari e provincia, Sassari | Nirta-Strangio, Bellocco, Ferrentino-Chindamo-Lamari-D'Agostino, Ferrazzo | Traffico di cocaina ed eroina, immobili |
| Sicilia               | Messina | Morabito, Nirta-Strangio, Romeo, Farao-Marincola, Ferrazzo, Piromalli, Bellocco, Costa, Raso | Favoreggiamento alla creazione della mafia messinese, alleanze con Cosa nostra |
| Toscana               | Provincia di Lucca, Provincia di Pisa, Provincia di Pistoia, Provincia di Prato Versilia                                                                                  | Alvaro, Bellocco, Facchineri, Farao-Marincola, Gallace, Iamonte, Mancuso, Marincola, Nirta "La Maggiore", Nirta-Strangio, Gallace-Novella, Raso | Edilizia, traffico di droga, Smaltimento illegale di rifiuti |
| Trentino-Alto Adige   | Provincia autonoma di Bolzano | Italiano-Papalia, Muto, Chirillo | Traffico di stupefacenti |
| Umbria                | Perugia, Ponte San Giovanni, Terni | Bruzzaniti, Facchineri, Grande Aracri, Morabito, Palamara | Traffico di droga, edilizia, alleanza con i casalesi |
| Valle d'Aosta         | Aosta | Asciutto, Grimaldi, Facchineri, Iamonte, Libri, Neri, Nirta, Torcasio | Estorsioni, traffico di droga |
| Veneto                | Treviso, Provincia di Padova, Provincia di Verona, Provincia di Vicenza                                                                                                   | Grande Aracri, Morabito, Pesce | Riciclaggio di denaro, traffico di stupefacenti, traffico d'armi, estorsioni |

## Attività della 'Ndrangheta per regione

### Abruzzo

Abruzzo

In questa regione secondo la prima relazione semestrale del 2017 della DIA opererebbero i Morabito-Palamara-Bruzzaniti e in una relazione portata in parlamento il 30 aprile 2018, a seguito dell'operazione Isola Felice conclusasi nel 2016 sembrerebbe che dopo lo smantellamento del gruppo egemone campano clan Cozzolino (operazione Adriatico) il posto sarebbe stato preso dai Ferrazzo il cui capo-'ndrina avrebbe gestito una organizzazione criminale dedita allo spaccio di stupefacenti nel sud dell'Abruzzo insieme ai Marchese di Messina.
Di seguito le ultime operazioni eseguite negli ultimi 10 anni:
Il 27 maggio 2011 la DDA dell'Aquila scopre a San Salvo una raffineria di droga messa in piedi da tre presunti esponenti dei Ferrazzo.
Il 19 dicembre 2011 si conclude l'operazione Lypas permette di arrestare per associazione mafiosa 4 imprenditori aquilani in relazione con i Borghetto-Caridi-Zindato di Reggio Calabria che volevano inserirsi negli appalti di ricostruzione post terremoto come già accadde con l'operazione Alta Tensione conclusasi il 29 ottobre 2010.
Il 7 novembre 2012 da una inchiesta della DDA di Catanzaro emerge il presunto coinvolgimento della cosca Mancuso per i lavori di ricostruzione dopo il terremoto in Abruzzo.
Il 2 settembre 2016 si conclude l'operazione Isola Felice che porta all'arresto di presunti esponenti della 'ndrangheta crotonese: i Ferrazzo, in particolare a San Salvo.
Il 10 gennaio 2017 si conclude l'operazione Buena Ventura che scopre un traffico internazionale di droga passante anche da due affiliati dei Morabito-Bruzzaniti-Palamara operanti a Pescara.

Il 1º agosto 2018 viene arrestato a Bergamo, Simone Cuppari considerato capo di una cellula di 'ndrangheta insediata a Francavilla al Mare e latitante dal febbraio 2017 accusato di un traffico di droga proveniente da 'ndranghetisti lombardi del Locale di Platì. Era già ricercato nelle operazioni Sparta, Banco Nuovo e Design.
| località            | 'ndrine                  | Attività illecite                                                                         |
| ------------------- | ------------------------ | ----------------------------------------------------------------------------------------- |
|                     | Mancuso                  | Appalti                                                                                   |
| L'Aquila            | Borghetto-Caridi-Zindato | Appalti ricostruzione post-terremoto (Operazioni Alta Tensione del 2010 e Lypas del 2011) |
| San Salvo (CH)      | Ferrazzo                 | Traffico di droga (Operazione Isola Felice del 2016)                                      |
| Chieti              | Cuppari                  | Traffico di droga (2018)                                                                  |
| Francavilla al mare | Cuppari                  | Traffico di droga (2018)                                                                  |
| Pescara             | Morabito, Cuppari        | Traffico di droga (Operazione Buena Ventura del 2017)                                     |

### Basilicata
In Basilicata il primo locale di 'Ndrangheta fu creato a Potenza col consenso del Locale di San Luca e affidato a Renato Martorano.
Successivamente si crea un locale anche a Matera.
Vi sono affiliati dei clan di Cirò e del Reggino.
Nel 2002 con l'operazione Maniglia si viene a conoscenza della presenza degli Ierinò a Pisticci in provincia di Matera.
A novembre 2021 vengono arrestate a Potenza 37 persone riconducibili al gruppo criminale locale Martorano-Stefanutti sarebbero alleati ai Di Muro-Delli Gatti di Melfi, agli Scarcia e Mitidieri di Matera e ai Grande Aracri, ai Nicoscia e ai Bellocco.
| località | 'ndrine                           | Attività illecite                                  |
| -------- | --------------------------------- | -------------------------------------------------- |
| Potenza  | Bellocco, Grande Aracri, Nicoscia | Rapporti con il gruppo Martorano-Stefanutti (2021) |
| Matera   | Ierinò                            |                                                    |

### Campania
In Campania la 'Ndrangheta ha gestito in alleanza con la Camorra molti affari. In passato il contrabbando di sigarette.
Negli anni '70, secondo il pentito Giacomo Lauro, c'è stata un'alleanza fra la 'ndrina dei De Stefano e la Nuova Camorra Organizzata di Raffaele Cutolo per organizzare l'omicidio del capobastone Domenico Tripodo, allora in prigione nel carcere di Poggioreale, durante la prima guerra di 'ndrangheta per volere di Paolo De Stefano. Per l'occasione Cutolo fu anche affiliato alla 'Ndrangheta.
Il pentito afferma anche di collegamenti con Carmine Alfieri.
Ci sono legami fra le 'ndrine del cosentino e la camorra salernitana (in particolare nel 2017 i Rango-Zingari con il clan Senese.
Secondo la prima relazione semestrale del 2017 della DIA si registrano attività legate all'importazione di cocaina da parte dei Molè, degli Alvaro e dei Crea.
Secondo lo studioso Antonio Nicaso sarebbe attiva nel salernitano.
| località | 'ndrine                     | Attività illecite |
| -------- | --------------------------- | ----------------- |
| Napoli   | Bellocco, Pesce, De Stefano | Traffico di droga |
| Salerno  | Muto                        | Traffico di droga |

### Emilia-Romagna
(Giudici della Corte di Appello di Bologna durante il processo Aemilia (Febbraio 2018)
)

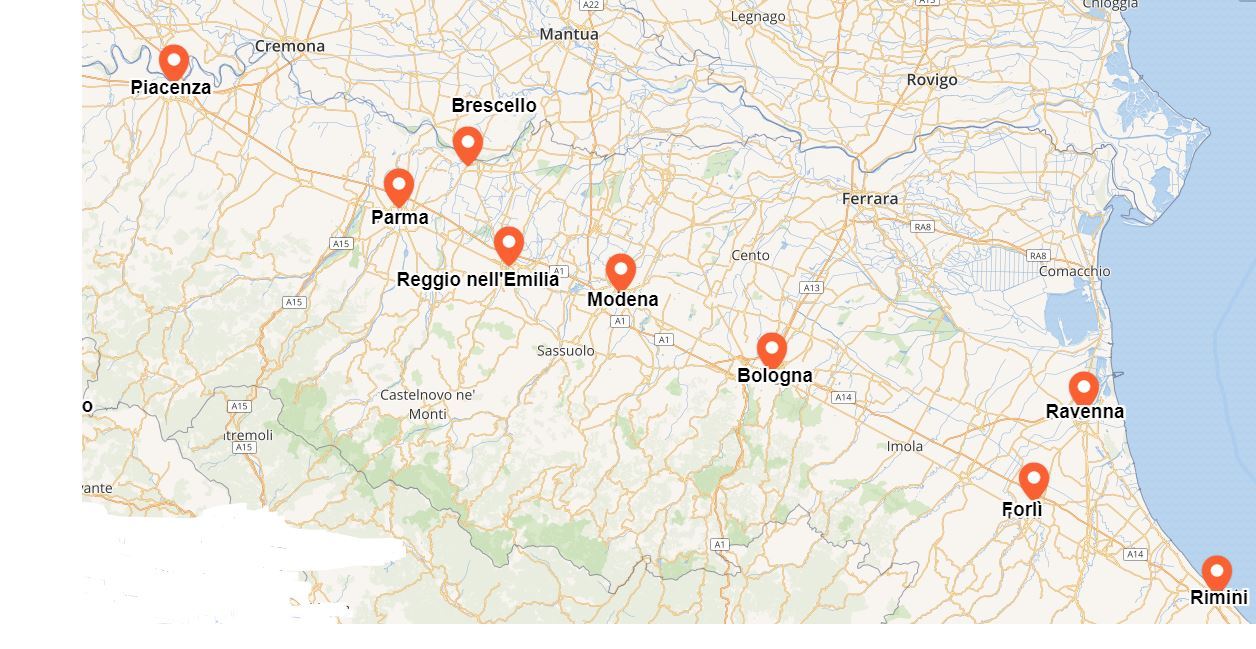
'ndrangheta in Emilia-Romagna 2017

In Emilia-Romagna è già ben radicata fin dagli anni '80.
Secondo il pentito Antonio Valerio (Processo Aemilia) operavano i Lucente, i Bonaccio, Salvatore Tirotta, la 'ndrina dei Dragone rappresentata da Raffaele Dragone e Antonio Muto, esponenti del locale di Cutro e un altro gruppo formato da Antonio Fava, Rocco Gualtieri (ora collaboratore), Rosario Sorrentino, Antonio Macrì, Nicola Vasapollo e Antonio Garà.
Col permesso della 'ndrangheta di San Luca, si aprì un locale a Reggio Emilia dipendente da Cutro.
L'analisi dell'Osservatorio sulla Criminalità Organizzata dell'Università (CROSS) di Milano a settembre 2018 presenta un rapporto guidato da Nando dalla Chiesa che descrive le operazioni di insediamento dei Grande Aracri a Brescello e l'espansione nella provincia di Reggio Emilia, Parma, Modena e Piacenza per l'Emilia-Romagna e di Mantova e Cremona per la Lombardia definita come omeopatica, ovvero a lungo termine e non in maniera aggressiva.
Tra 1999 e il 2004 scoppia una faida che uccide 12 persone in provincia di Reggio Emilia. 
Ne scoppia una anche tra i Dragone e i Vasapollo.
Dopo la morte dello storico boss Antonio Dragone nel 2004 Nicolino Grande Aracri decide di aprire il locale di Reggio Emilia sotto la guida dei Nicoscia.
Dal 2007 il capo dei Vrenna-Bonaventura diventa un pentito e racconta le attività illecita della sua cosca a Parma e Reggio Emilia. Divenne capo in carcere, proprio a Parma, per volere di suo zio Gianni Bonaventura.
Partendo da una intercettazione ambientale nei confronti del diciottenne Umberto Bellocco nel 2009 si conclude l'operazione delle forze dell'ordine Rosarno è Nostro che porta all'arresto di 6 membri dei Bellocco: Rocco Bellocco (1952), Domenico Bellocco (1977), Domenico Bellocco (1980), Umberto Bellocco (1991), Rocco Gaetano Gallo (1953) e Maria Teresa D`Agostino (1959) pre prevenire una possibile guerra a Bologna con l'emergente famiglia di etnia rom degli Amato. Questi ultimi ritenevano responsabili i Bellocco dell'omicidio di Cosimo Amato e di Mario Amato.
Dall'indagine Black Money conclusasi nel 2013 si scopre un coinvolgimento nel gioco d'azzardo illegale via internet ed una manomissione delle macchine da gioco. Nicola Femia, principale esponente del gruppo criminale messo in piedi nel modenese è indagato in altre due inchieste che lo vedono in relazione con il Clan dei casalesi della zona. Nicola Femia, affiliato ai Mazzaferro era in contatto con gli Alvaro e i Valle-Lampada di Milano, svolgeva i suoi affari nell'area di Modena e di Ravenna ma da gennaio 2013 è in carcere. Fu accusato anche di aver minacciato il giornalista Giovanni Tizian.
Il 28 gennaio 2015 si conclude l'operazione Aemilia con l'arresto di 160 persone in Emilia-Romagna, Lombardia, Piemonte, Veneto, Calabria e Sicilia delle procure di Bologna, Catanzaro e Brescia tra cui affiliati dei Grande Aracri e il presunto capo di Reggio Emilia Nicolino Sarcone, il capogruppo di Fi di Reggio Emilia, Giuseppe Pagliani. Le persone sono accusate di: associazione di tipo mafioso, estorsione, usura, porto e detenzione illegali di armi, intestazione fittizia di beni, reimpiego di capitali di illecita provenienza, emissione di fatture per operazioni inesistenti.
A gennaio 2016 si decide di non sciogliere il comune di Finale Emilia anche se la commissione d'accesso prefettizia aveva dichiarato "non impermeabilità del municipio alle infiltrazioni".
Il 20 aprile 2016 viene sciolto Brescello, il primo comune della regione Emilia-Romagna. Il Consiglio di stato l'8 dicembre 2017 ne conferma lo scioglimento poiché l'ex sindaco vi aveva fatto ricorso dopo un ricorso al Tar del Lazio.
A distanza di un anno, il 20 settembre 2018 Nando dalla Chiesa afferma a riguardo di Brescello: "Non un’alluvione, ma una marea salita lentamente fino a sommergere tutto. Così la 'ndrangheta ha attuato la conquista dal basso", in un dossier commissionato da Cgil, Anpi e Auser di Reggio Emilia.
Il 20 giugno 2017 si conclude l'operazione Tempio della polizia e della Guardia Civil spagnola che scopre i Filippone-Bianchino-Petullà di Melicucco in azione con organizzazioni criminali romane per il traffico di cocaina proveniente dal Sud America e passante dalla Spagna e destinato a Roma, Rieti, Forlì e Spoleto. Vengono arrestate 54 persone.
Il 28 novembre 2017 ad una udienza del processo Aemilia Antonio Valerio presenta quella che sarebbe la struttura della 'ndrangheta in Emilia-Romagna con sette cerchi su un livello e sette cerchi su un altro. Ogni cerchio è in relazione coi limitrofi. Ogni cerchio rappresenta un centro di potere e nessuno prevale sugli altri. Un cerchio rappresenta Nicolino Sarcone, uno i Vertinelli, uno i Floro Vito, i Frontera, i Cappa e Pallone, i Gualtieri, i Villirillo, i Mancuso e i Muto. 
Per il pentito Nicolino Sarcone comandava a Reggio Emilia, Alfonso Diletto nella Bassa Reggiana, Francesco Lamanna nel piacentino e nel cremonese.
Il 16 ottobre 2018 il pentito Antonio Valerio in una sua deposizione nel processo Aemilia racconta della presenza nel luogo della 'ndrina di etnia rom degli Amato originari di Rosarno.

Emilia-Romagna

| località            | 'ndrine                                                     | Attività illecite                                                                                       |
| ------------------- | ----------------------------------------------------------- | --- |
| Bologna             | Amato, Bellocco, Nicoscia                                   | Traffico internazionale di droga (Operazione Due Torri Connection del 2011 e processo omonimo del 2017) |
| Forlì               | Forastefano, Filippone                                      | Estorsioni, traffico di droga                                                                           |
| Modena              | Dragone, Nicoscia, Mazzaferro, Cordì                        | Traffico di armi, gioco d'azzardo illegale, estorsioni, traffico di droga                               |
| Maranello           | Cataldo, Dragone                                            | Traffico di armi                                                                                        |
| Parma               | Grande Aracri, Nicoscia, Vrenna-Bonaventura                 | |
| Fidenza             | Grande Aracri                                               | |
| Salsomaggiore Terme | Grande Aracri                                               | |
| Piacenza            | Grande Aracri                                               | Analisi CROSS del 2018                                                                                  |
| Ravenna             | Mazzaferro                                                  | Gioco d'azzardo                                                                                         |
| Reggio nell'Emilia  | Amato, Grande Aracri, Nicoscia, Dragone, Vrenna-Bonaventura | Estorsioni, traffico di droga (Processo Aemilia - 2018)                                                 |
| Brescello           | Grande Aracri                                               | Analisi CROSS del 2018                                                                                  |
| Rimini              |                                                             | |

### Friuli-Venezia Giulia
In Friuli Venezia Giulia e precisamente a Monfalcone, esisterebbe un locale di 'ndrangheta, di cui era a capo Giuseppe "Pino" Iona, secondo il pentito Francesco Oliverio e secondo la Direzione distrettuale antimafia di Trieste, ma secondo la prima relazione semestrale della DIA del 2017 non si registrano ancora vere infiltrazioni di 'ndrangheta. 
L'operazione Provvidenza del 2017 ha portato al sequestro di due attività nel centro commerciale di Pradamano (Udine) riconducibili a membri del Piromalli.
| località   | 'ndrine | Attività illecite                                   |
| ---------- | ------- | --------------------------------------------------- |
| Gorizia    | Costa   |                                                     |
| Monfalcone |         | Traffico di stupefacenti, traffico illegale di armi |

### Lazio

Lazio

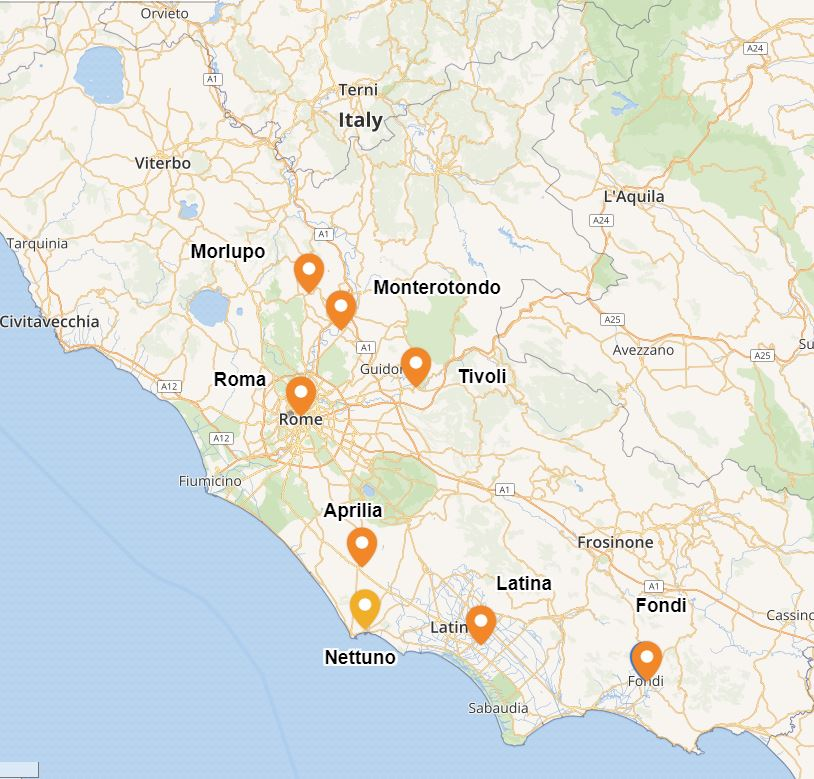
Presenza della 'ndrangheta nel Lazio (2017)

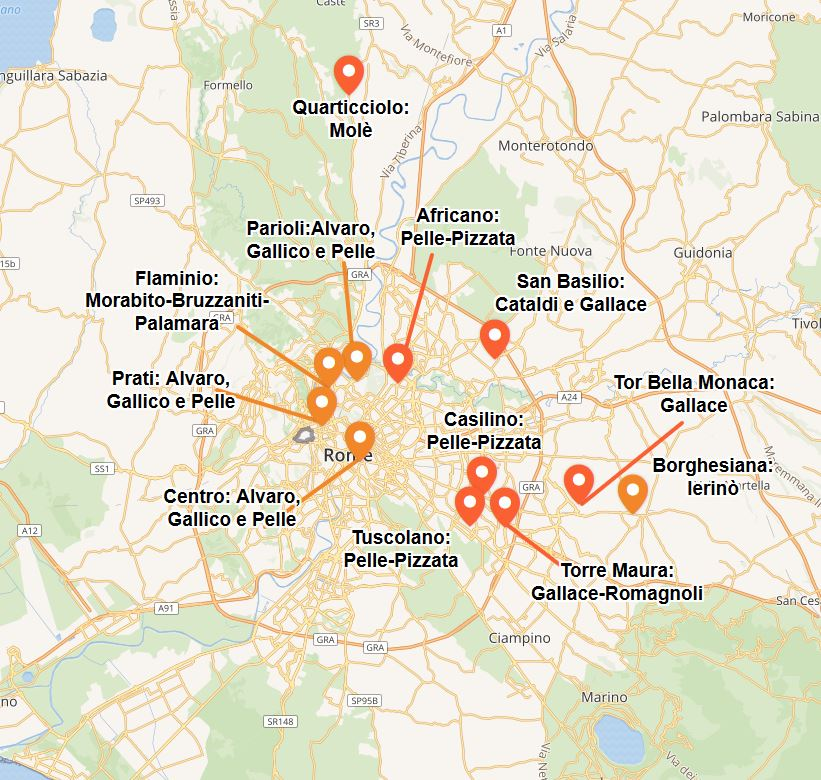
Presenza della 'ndrangheta a Roma - 2012 (Arancione chiaro) - 2018 (Arancione)

La presenza della 'Ndrangheta nel Lazio comincia dagli anni '70.
Il pentito Francesco Fonti confessa anche coinvolgimenti a Roma per la ricerca di Aldo Moro quando fu sequestrato dalle Br e contatti con la Banda della Magliana.
Fu il 10 luglio del 1973 che fu sequestrato a Roma John Paul Getty III per volere dei Mammoliti, Piromalli e Femia, e liberato solo il 17 dicembre dello stesso anno lungo l'autostrada Salerno-Reggio Calabria all'altezza di Lauria in Basilicata, dopo cinque mesi di segregazione e il pagamento di un miliardo e settecento milioni di lire.
Nel novembre 2005 viene sciolto il primo comune laziale: Nettuno, per l'infiltrazione dei Gallace, ora sotto processo Appia.
Secondo una mappa del 2012 del quotidiano Repubblica nella città di Roma i Morabito-Bruzzaniti-Palamara, gli Speranza e gli Scriva controllano Flaminio e zona Nord, i Marando, i Sergi e i Gallace San Basilio, gli Alvaro, i Gallico e i Pelle il Centro, Prati, San Giovanni e i Parioli, gli Ierinò Borghesiana, i Gallace e gli Alvaro infine si trovano nuovamente a Tor Bella Monaca.
Il 24 aprile 2018 nel rapporto 2018 "Mafie nel Lazio" dell'Osservatorio per la sicurezza e la legalità della regione Lazio emergerebbe che gruppi criminali riconducibili alla Camorra e alla 'ndrangheta svolgono attività di narcotraffico e di gestione dei rifiuti.
L'11 luglio 2018 vengono arrestate a Rocca di Papa (Roma) 4 persone e sequestrati loro beni del valore di 4 milioni di euro in quanto accusati di intestazione fittizia di beni, trasferimento fraudolento di valori, finalizzato ad eludere le disposizioni di legge in materia di misure di prevenzione patrimoniali. Sarebbero in relazione con i Molè.
| località            | 'ndrine | Attività illecite                                                                                       |
| ------------------- | --- | --- |
| Roma                | Alvaro, Bruzzaniti, Filippone, Gallace, Gallico, Mollica, Morabito, Ierinò, Nirta-Strangio, Palamara, Pelle, Piromalli, Sergi, Scriva, Pelle-Vottari, Morgante, Lampada | riciclaggio di denaro, estorsione, traffico di droga (Operazione Tempio del 2017), esercizi commerciali |
| Monterotondo        | Bruzzaniti | |
| Montespaccato       | Filippone | Traffico di droga                                                                                       |
| Morlupo             | Morabito | |
| Rocca di Papa       | Molè | Intestazione fittizia di beni (2018)                                                                    |
| Nettuno             | Gallace, Monterosso | |
| Rieti               | Filippone | Traffico di droga                                                                                       |
| Tivoli              | Giorgi | Traffico di droga (Operazione Tivoli-Silentes del 2015)                                                 |
| Latina              | Alvaro, Gangemi, Strangio | |
| Aprilia             | Strangio | |
| Fondi               | Pesce-Bellocco, Tripodo | Gestione del MOF (Operazione Damasco 1-2)                                                               |
| Viterbo e provincia | Nucera, Mammoliti, Libri, Mollica | Smaltmento rifiuti, strutture alberghiere                                                               |

### Liguria
La presenza in Liguria di cellule criminali incomincia all'inizio degli anni sessanta. 
A Ventimiglia è stato creato l'omonimo Locale, alla cui guida è stato fino al momento della morte il capo indiscusso Don Antonio Palamara, elemento rappresentativo della famiglia Alvaro di Sinopoli.
In questa regione è presente la struttura organizzativa detta camera di compensazione che mette in comunicazione i locali di 'Ndrangheta della Costa Azzurra.
Nel 1993 si svolge il primo processo per mafia nella regione tra cui vede imputata la 'ndrina dei Mafodda, operante nella Provincia di Imperia, e attiva già dagli anni '80 nel traffico di droga.
Con l'operazione Crimine del 2010 si conferma la presenza di una camera di controllo, con un referente che comunica le attività in Liguria con la sovrastruttura del Crimine in Calabria.
Nel marzo 2011 il primo comune ligure viene sciolto per infiltrazioni mafiose dei Pellegrino: Bordighera.
Il 25 giugno 2011, il sindaco di Ventimiglia si dimette per evitare il commissariamento e scioglimento per mafia.
Il 2 giugno 2011 si conclude l'operazione Maglio 3 che fa luce sulle attività criminali dei locali di Genova, Ventimiglia, Lavagna e Sarzana, del loro organo di coordinamento: la camera di compensazione della Liguria e dell'infiltrazione nelle elezioni amministrative del 2010. Sarebbero coinvolti nell'inchiesta anche il vicesindaco di Ventimiglia, i consiglieri regionali Pdl Alessio Saso e Aldo Luciano Praticò accusati di voto di scambio. Infine, il presidente del consiglio della regione Liguria dell'UDC Rosario Monteleone, che secondo la ricostruzione dei magistrati, nel 2005 sarebbe figurato come beneficiario di voti di mafia.
Il 21 ottobre 2011, il presidente della Commissione antimafia Giuseppe Pisanu afferma che la criminalità organizzata calabrese è ben radicata e si interessano del settore edilizio, appalti in genere, traffico di armi e droga, ciclo dei rifiuti, gioco d'azzardo lecito e illecito.
Il 3 febbraio 2012 anche il comune ligure di Ventimiglia viene sciolto per mafia.
Secondo il pentito Francesco Oliviero, ex capo locale di Belvedere di Spinello, in Liguria non esistono solo i 4 locali finora individuati di Genova, Ventimiglia, Sarzana e Lavagna ma tra i 10 e i 15 e che sarebbero presenti anche i De Stefano di Reggio Calabria per il riciclaggio di denaro.
Il 31 ottobre 2017 vengono sequestrati beni a Genova per il valore di 900 000 euro di Salvatore Zappone, presunto capobastone del centro di Genova. Lui ed il figlio sarebbero responsabili di traffici di droga e della prostituzione dell'area.
A novembre 2017 è ancora in corso il processo "I conti di Lavagna".

Liguria

| località    | 'ndrine                                  | Attività illecite                                                                           |
| ----------- | ---------------------------------------- | ------------------------------------------------------------------------------------------- |
| Genova      | Libri, Raso-Gullace-Albanese, Mamone     | traffico di droga, appalti pubblici (Eco.Ge dei Mamone)                                     |
| Lavagna     | Nucera, Rodà                             | Smaltimento rifiuti, edilizia, traffico di stupefacenti, usura, scommesse                   |
| Rapallo     |                                          |                                                                                             |
| Imperia     | Iamundo, Ventre, Sergi                   |                                                                                             |
| Bordighera  | Pellegrino-De Marte                      | Appalti pubblici, traffico di droga                                                         |
| Sanremo     |                                          |                                                                                             |
| Taggia      | Mafodda                                  | Condizionamento delle elezioni politiche locali, appalti pubblici, traffico di droga        |
| Ventimiglia | Alvaro-Palamara, Pelle, Marcianò         | Condizionamento delle elezioni politiche locali, appalti pubblici, traffico di droga, usura |
| La Spezia   | Bellocco, Iamonte, Raso-Gullace-Albanese |                                                                                             |
| Ameglia     |                                          |                                                                                             |
| Arcola      |                                          |                                                                                             |
| Sarzana     | Romeo                                    | edilizia                                                                                    |
| Savona      | Cordì, Santaiti, Fazzari                 |                                                                                             |
| Varazze     | Stefanelli                               | traffico di droga                                                                           |

### Lombardia
(Enzo Macrì)
Il primo capobastone di rilievo ad arrivare in Lombardia è Giacomo Zagari di San Ferdinando nel 1954, della piana di Gioia Tauro. Vive per un periodo a Malnate e poi si trasferisce a Buguggiate. 
La 'ndrangheta in Lombardia si è insediata in tutte le province ma soprattutto in quelle di Milano, Varese, Como, Lecco, Brescia e Pavia.
Le 'ndrine provengono per lo più dalla Locride come i Barbaro e i Papalia, i Bruzzaniti-Morabito-Palamara e i Pizzata ma ci sono anche 'ndrine del resto della provincia reggina come i Modaffieri-Mondella, i Di Giovine e i Manno-Maiolo di Reggio Calabria, i Mazzaferro di Marina di Gioiosa Ionica, i Piromalli di Gioia Tauro e gli Iamonte-Moscato di Melito di Porto Salvo, ma anche gli Arena di Isola di Capo Rizzuto e i Farao-Greco di Cosenza e gli Oliverio di Belvedere Spinello (KR).
Come afferma l'espresso nel numero del 3 gennaio 2008, nella regione possiedono bar, discopub e club privè (Discoteca Cafè Solaire, Madison e il night club For a King).
Si dedicano al traffico di droga in collaborazione coi colombiani, usura, estorsione.
Hanno forti collegamenti in campo bancario, finanziario e istituzionale.
Sono risaliti alle cronache i paesi in provincia di Milano di Buccinasco e Corsico dove risiede un forte numero di persone originarie di Platì.
Il sindaco di Buccinasco ha ricevuto varie minacce.
In Brianza come afferma Nicola Gratteri le cosche si occupano anche di intermediazione immobiliare e finanziaria, e conducono imprese nel campo della ristorazione.
La DIA ha rilevato a Brescia, come un altro luogo della regione in cui vengono riciclati i soldi derivati dal narcotraffico, ma si occupano anche di usura, traffico d'armi ed estorsione. A Milano la 'ndrangheta utilizza il mercato ortofrutticolo, dove è particolarmente diffuso il lavoro irregolare, come base logistica per il traffico della cocaina, particolarmente fiorente nel capoluogo lombardo. Saverio Morabito (1952) diventa collaboratore di giustizia nel 1993 (arrestato nel 1990 per traffico di eroina), svela i retroscena di 9 sequestri di persona (tra cui quelli di Cesare Casella e di Augusto Rancilio), 14 omicidi, traffici di droga e alleanze tra le 'ndrine e le cosche siciliane nel milanese, specialmente a Corsico, Buccinasco e Cesano Boscone.
Nel 1994 il pentito Francesco Fonti aveva individuato una cinquantina di locali nel territorio, indicandone anche i capi per quaranta di essi.
Negli anni '90 a Vimercate scoppia una faida tra il clan di Carmelo D'Amico del figlio Antonio Miriadi e dei suoi nipoti Vincenzo e Giovanni Miriadi, vicini agli Iamonte e dei Flachi. Le forze dell'ordine riescono ad arrestare i componenti dei clan che vengono accusati di associazione mafiosa, traffico di droga, estorsione e omicidio.
Nel 2008 sembra ci sia stato un tentativo da parte della 'ndrina degli Arena di infiltrarsi negli appalti per l'Expo 2015; il rischio infiltrazione nella corsa agli appalti pare ancora essere altissimo.
Il 16 marzo 2009 i carabinieri di Monza, nell'operazione Isola iniziata nel 2006, hanno ordinato l'arresto di più di 20 persone a Milano, Crotone, Catanzaro e Taranto per associazione mafiosa, estorsione, porto illegale d'armi e tentato omicidio, tra questi i Paparo alleati dei Nicoscia e degli Arena, accusati di sfruttamento dell'immigrazione, riciclaggio, favoreggiamento di latitanti e atti di intimidazione nella costruzione delle grandi opere pubbliche della Lombardia come alcune tratte dell'alta velocità ferroviaria Milano-Venezia. Nel corso dell'operazione sono state sequestrate armi tra cui un lanciarazzi della NATO e beni del valore di 10 milioni di euro. Con il PROC. Pen N. 5707/2010 la DDA di Catanzaro in data 22/12/2011 ordina l'ordinanza di applicazioni misure cautelari personali a Francesco Oliverio ritenuto a capo dell'omonimo clan di Belvedere Spinello e più 'ndrine distaccate nella valle del Neto in provincia di Crotone e nel Milanese, in Lombardia e all'estero relazionandosi direttamente con il crimine di Cirò. Delitti in materie di armi, esplosivi e munizionamento,in particolare commercio di sostanze stupefacente abusivo esercizio di attività finanziaria, riciclaggio, reimpiego di denaro di provenienza illecita in attività economica, corruzione, favoreggiamento latitanti, corruzione e coercizione elettorale, intestazione fittizia di bene, ricettazione e omicidio.
Il 13 luglio 2010 viene scoperta una nuova struttura nel Nord Italia chiamata Lombardia che federa i locali del settentrione, ma sempre alle dipendenze dei mandamenti calabresi. Il capo della Lombardia fino al 2007 sarebbe stato Cosimo Barranca di Caulonia, presunto capo della Locale di Milano, poi Carmelo Novella che fu ucciso a San Vittore Olona nel 2008 poiché esigeva più indipendenza dalla Calabria, e fu sostituito il 31 ottobre 2009 con il platiota che vive a Corsico Pasquale Zappia in una riunione presieduta da Giuseppe Neri a Paderno Dugnano, incaricato anche di costituire una camera di controllo per gestire i vari locali lombardi.
Nel novembre 2010, per la prima volta un comune lombardo si scioglie per evitare il commissariamento per infiltrazioni mafiose: Desio. A Desio si erano insediati fin dagli anni '70 gli Iamonte-Moscato.
A fine 2012 cade la giunta regionale a causa dei ripetuti indagati in consiglio regionale e per ultimo il coinvolgimento dell'assessore PDL Domenico Zambetti accusato di aver preso voti da Giuseppe D'Agostino dei Morabito-Bruzzaniti-Palamara alle ultime elezioni.
Dopo le 110 condanne del 2011, nel 2013 vengono comminati altri 15 ergastoli nei processi scaturiti dalle indagini Crimine e Infinito e condannati a diversi anni di carcere un giudice, un politico e un finanziere.
Il 16 ottobre 2013 viene sciolto il primo comune per mafia in Lombardia: Sedriano. Il 5 novembre 2014 il Tar del Lazio discuterà il ricorso contro lo scioglimento presentato da sette consiglieri comunali.
A ottobre 2013 cadono in cassazione i processi Cerberus, Parco Sud e quello nei confronti di Marcello Paparo.
Il 18 novembre 2014 si conclude l'operazione Insubria vengono arrestate 40 persone, presunte affiliate ai locali di Fino Mornasco, Cermenate e Calolziocorte in provincia di Lecco e Como. Per la prima volta viene filmato il rito di passaggio alla dote di Santa.

Lombardia

Il 24 maggio 2017 si conclude l'operazione Area 51 che porta all'arresto di 21 persone, di cui presunti esponenti di 'ndrangheta dei Gallace che avevano base logistica ad Arluno, in Provincia di Milano da cui, almeno dal 2013, avrebbero organizzato traffici internazionali di cocaina con alcuni colombiani rifornendo in particolare la città stessa di Arluno, Sedriano e Vittuone. Il rapporto tra i Gallace di Guardavalle (CZ) e Arluno sarebbe stato gestito da Raffaele Procopio mentre il gruppo era guidato da Francesco Riitano, cugino di primo grado di Vincenzo Gallace (in carcere).
Infine all'aeroporto di Malpensa due tecnici che si stavano apprestando a studiare le carlinghe degli aerei per poter all'interno nascondere lo stupefacente.
| Località              | 'ndrine | Attività illecite |
| --------------------- | --- | --- |
| Milano                | Barbaro, Branca, Criaco, Monterosso, Crisafulli, Flachi, Mazzaferro, Morabito, Maesano-Pangallo, Paviglianiti, Pesce | edilizia |
| Assago                | Piromalli, Mammoliti                                                                                                 | |
| Bareggio              | Musitano | |
| Bollate               | Mandalari, Gallace-Novella                                                                                           | |
| Bresso                | Flachi | |
| Buccinasco            | Amanta, Barbaro, Catanzariti, Molluso, Papalia, Parisi, Perre, Trimboli, Violi                                       | |
| Cesano Boscone        | Facchineri, Piromalli, Mammoliti                                                                                     | traffico di droga |
| Cologno Monzese       | Arena, Nicoscia, Paparo                                                                                              | sfruttamento immigrazione, favoreggiamento latitanti, infiltrazioni nelle grandi opere pubbliche e intimidazioni verso imprese |
| Cormano               | | |
| Cornaredo             | Mazzaferro (negli anni '70), Mangeruca                                                                               | |
| Corsico               | Amanta, Barbaro, Catanzariti, Molluso, Papalia, Parisi, Perre, Trimboli, Violi                                       | |
| Cuggiono              | Callipari | |
| Inveruno              | Manno, Maiolo | |
| Lentate sul Seveso    | Mazzaferro | |
| Melzo                 | Manno, Maiolo | |
| Novate                | Mandalari, Gallace-Novella                                                                                           | |
| Pioltello             | Manno, Maiolo | |
| Pregnana Milanese     | Muraca | |
| Rho                   | Oliverio | |
| Pero                  | Oliverio | |
| Rozzano               | Piromalli, Mammoliti                                                                                                 | |
| Trezzano sul Naviglio | | |
| Solaro                | | |
| Bergamo               | Pesce, Bellocco | Traffico di droga |
| Brescia               | Pesce, Bellocco | Traffico di droga |
| Lumezzane (BS)        | Mazzaferro | |
| Cremona               | Grande Aracri, Farao-Marincola                                                                                       | Analisi CROSS e operazione Stige del 2018                                                                                      |
| Como                  | Bellocco, Mazzaferro, Pesce                                                                                          | Traffico di droga |
| Appiano Gentile (CO)  | Mazzaferro | |
| Canzo (CO)            | | |
| Cermenate (CO)        | Mazzaferro | |
| Erba (CO)             | Arena, Nicoscia | Crimine, 2010 |
| Fino Mornasco (CO)    | Mazzaferro | |
| Mariano Comense (CO)  | Mazzaferro | |
| Mozzate (CO)          | Tripepi-De Marte-Spinella                                                                                            | traffico di droga (San Marco 2014), estorsioni (San Marco 2014)                                                                |
| Senna Comasco (CO)    | Mazzaferro | |
| Lecco                 | Trovato | narcotraffico |
| Calolziocorte (LC)    | | |
| Mantova               | Grande Aracri | Analisi CROSS del 2018 |
| Monza                 | Arena, Iamonte, Mazzaferro                                                                                           | |
| Desio (MB)            | Iamonte-Moscato | Appalti, traffico di rifiuti, furto                                                                                            |
| Seregno (MB)          | Mancuso, Mazzaferro                                                                                                  | Estorsione, Agenzia di sicurezza (Buttafuori), traffico di droga                                                               |
| Vimercate (MB)        | Miriadi-Iamonte, Flachi                                                                                              | Estorsioni, traffico di droga                                                                                                  |
| Sondrio               | Pesce, Bellocco | Traffico di droga |
| Pavia (PV)            | Mazzaferro | |
| Vigevano (PV)         | Valle | |
| Varese (VA)           | Mazzaferro | |
| Busto Arsizio (VA)    | Tripepi-De Marte-Spinella, Sergi                                                                                     | traffico di droga (San Marco 2014), estorsioni (San Marco 2014)                                                                |
| Cislago (VA)          | Tripepi-De Marte-Spinella                                                                                            | traffico di droga (San Marco 2014), estorsioni (San Marco 2014)                                                                |
| Gallarate (VA)        | Sergi | estorsioni |
| Saronno (VA)          | Tripepi-De Marte-Spinella                                                                                            | traffico di droga (San Marco 2014), estorsioni (San Marco 2014)                                                                |

### Marche
Il 21 novembre 2012, il magistrato calabrese Nicola Gratteri afferma che sono operative ben 10 delle più importanti famiglie di 'Ndrangheta del reggino e del vibonese.
Il 15 luglio 2014 si conclude l'operazione Aspromonte vengono arrestate 13 persone accusate di trasferimento fraudolento di valori e usura nella zona di Fano.
Il 21 dicembre 2017 la Guardia di Finanza di Ancona esegue il sequestro più grande nella storia delle Marche, con beni del valore di 700 000 euro tra Monterado, Ripe e Ponte Sasso di Fano e riconducibili a Giuseppe Ioppolo vicino ai Falconieri di Melicucco.
| località                      | 'ndrine          | Attività illecite   |
| ----------------------------- | ---------------- | ------------------- |
| Macerata                      | Farao-Marincola  |                     |
| Camerino (MC)                 | Cordì            | Traffico di cocaina |
| Fermo (MC)                    | Farao-Marincola  |                     |
| Macerata Feltria (PU)         | Ursino           |                     |
| San Benedetto del Tronto (AP) | Gallace-Gallelli |                     |

### Molise
Il 2 settembre 2016 si conclude l'operazione Isola Felice che porta all'arresto di presunti esponenti della 'ndrangheta crotonese: i Ferrazzo, in particolare a Campomarino e Termoli.
| località         | 'ndrine  | Attività illecite   |
| ---------------- | -------- | ------------------- |
| Campomarino (CB) | Ferrazzo | Traffico di cocaina |
| Termoli          | Ferrazzo | Traffico di cocaina |

### Piemonte
La presenza della 'ndrangheta in Piemonte si attesta fin dai primi anni '60 nel campo dell'edilizia, nel cosiddetto fenomeno del racket dei cantieri, del cottimismo, e dell'intermediazione abusiva di manodopera concentrato maggiormente nella zona di Bardonecchia e della Val di Susa. Favorita dalla forte ondata migratoria ma soprattutto da quella scellerata legge sul soggiorno obbligato d’inizio anni Sessanta: trasferiamo lontano dalla Sicilia e dalla Calabria i mafiosi, li isoliamo e li rendiamo inoffensivi. Non aveva immaginato, il legislatore, che l’iniziativa sarebbe servita soltanto ad “esportare” la criminalitá.
Bardonecchia è stato il luogo simbolo dell'antico radicamento mafioso al Nord. Il primo mafioso inviato al soggiorno obbligato al Nord Italia, a Bardonecchia, è stato Rocco Lo Presti nel lontano 1963, e cioè nel momento in cui s'intravedeva l'inizio di un eccezionale sviluppo edilizio mentre erano scarse le imprese di costruzione e manodopera locale. Lo Presti creó un piccola impresa edile a conduzione famigliare che iniziò a prendere piccoli appalti e successivamente appalti pubblici e si inserì così rapidamente nell'ambiente che conquistò una posizione di preminenza su tutte le altre imprese. Nel 1973 lo raggiunse il cugino Francesco Mazzaferro, anche lui inviato al soggiorno obbligato. Insieme domineranno il campo dell'edilizia in Val di Susa.  Massicci casi di intermediazione e collocazione abusiva di manodopera, sfruttamento e decurtazione salariale, accompagnati da gravi atti di intimidazione catturarono ben presto l'attenzione della Commissione Parlamentare Antimafia che, attirata dai numerosi articoli sui giornali, mandò a Bardonecchia nel 1973, una delegazione presieduta da Pio La Torre, che accertò la presenza della criminalità organizzata nella località alpina, individuando in Rocco Lo Presti il boss mafioso. L'allora questore di Torino, Emilio Santillo, scrisse un voluminoso dossier sull'infiltrazione della 'Ndrangheta in Piemonte, che controllava l'edilizia con particolare riferimento alla figura di Lo Presti e dei suoi legami in affari con le famiglie siciliane degli Inzerillo-Gambino-Spatola-Di Maggio di Palermo e dei Gambino di New York e di due omicidi commessi, il cui mandante sarebbe stato Lo Presti. Si parlò inoltre di un intenso traffico d'armi e preziosi proveniente dalla Francia controllato da Lo Presti con il boss della mafia marsigliese Gaetano Tany Zampa. Grazie a questo dossier nel 1975 Lo Presti venne accusato di essere a capo del cosiddetto fenomeno del racket delle braccia e su richiesta del procuratore capo di Torino, Bruno Caccia, venne condannato a tre anni di confino sull'isola dell'Asinara.
Secondo la DNA successivamente si è estesa in vari altri settori dell'illegalità: prostituzione, estorsione, traffico di droga e di armi del gioco d'azzardo. 
Le 'ndrine presenti sono: gli Ursino, i Belfiore di Gioiosa Jonica, i Lo Presti e i Mazzaferro di Marina di Gioiosa Jonica, i Commisso-Macrì di Siderno, i Morabito, i Bruzzaniti e i Palamara, i Pesce-Bellocco, i Marando-Agresta-Trimboli vicini ai Barbaro e infine i Vrenna e i Megna di Crotone che operano a Torino.
Tra il 1977 e il 1978 viene assaltato dalle 'ndrine per ben due volte il banco di Roma di Volpiano, comune della provincia di Torino.
Già nel 1982 venne arrestato in Piemonte Mario Ursini, capobastone dell'omonima cosca, sul cui conto si diceva: "Non muove foglia senza che Ursini voglia".
Il 16 giugno 1983, viene ucciso il procuratore della Repubblica di Torino Bruno Caccia. Viene arrestato e condannato all'ergastolo come mandante dell'omicidio, Domenico Belfiore, capo indiscusso, in quel momento, dell'omonima famiglia di 'Ndrangheta, operante a Torino. Nel 2017 dopo 34 anni dall'omicidio del giudice Bruno Caccia verrà arrestato e condannato all'ergastolo Rocco Schirripa, di Gioiosa Jonica, come uno degli esecutori materiali del delitto.
Il Piemonte fu inoltre, toccato dalla stagione dei sequestri. Tra gli anni '70 e gli anni '80 sono stati registrati 37 casi di sequestri di persona e precisamente tra il 1973 e il 1984. Uno dei più clamorosi sequestri di persona compiuti dalla 'Ndrangheta in Piemonte negli anni settanta per il triste epilogo, fu il sequestro-omicidio di Mario Ceretto, un ricco industriale di Cuorgnè, rapito la sera del 23 maggio del 1975 e ritrovato morto una settimana più tardi in un campo abbandonato a Orbassano. Verrà arrestato come uno dei mandanti Rocco Lo Presti. 
Assolto in primo grado, verrà condannato in appello a 26 anni di reclusione. Ma nel dicembre del 1982 la Cassazione rinvia clamorosamente, per irregolarità, gli atti alla Corte d'appello di Genova e il giudizio si conclude con un'assoluzione per insufficienza di prove, escludendo Lo Presti definitivamente da ogni coinvolgimento nel caso Ceretto. Anni più tardi si scoprirà che non è stata del tutto casuale questa decisione da parte della Suprema Corte. Rocco Lo Presti avrebbe dato, all'archivista del Vaticano, monsignor Don Simeone Duca, 30 milioni di lire per una sua intercessione presso il magistrato della Corte di Cassazione.
Negli anni '90 ha luogo nella regione l'operazione Riace delle forze armate. Nel 1995 viene sciolto il comune di Bardonecchia per mafia, primo caso al Nord Italia e viene arrestato Rocco Lo Presti, storico boss mafioso di Bardonecchia e della Val di Susa. 
Nel 1994 vengono sequestrati dalla distretto antimafia di Torino 5 tonnellate di droga alla cosca dei Piromalli e dei Belfiore, la droga proveniva dal Brasile, passò dal porto di Genova e giunse a Borgaro. 
Con il primo decennio del XXI secolo si è venuti a conoscenza di una collaborazione con la criminalità bulgara per il traffico di stupefacenti. 
A cavallo tra il 1992 e il 2006 secondo la DIA alle mafie, tra cui la 'Ndrangheta, sono stati sequestrati beni per 4,3 miliardi di euro, mentre il valore delle confische è stato di 744 milioni.
Con l'operazione Crimine del 2010 si scopre un reclamo da parte degli affiliati alle locali piemontesi della necessità di una sovrastruttura come la Lombardia nell'omonima regione, ovvero di una loro Camera di controllo.
Il 9 giugno 2011 dopo 5 anni si conclude l'operazione Minotauro che porta all'arresto di ben 151 persone affiliate alla 'Ndrangheta e porta alla luce l'esistenza di 9 locali nel territorio piemontese, nonché gli intrecci tra criminalità e politica a tutti i livelli. 
Il 21 giugno con l'operazione Maglio seguono altri 19 arresti legato a una locale del basso Piemonte: Asti, Alba (Cn), Sommariva Bosco (Cn) e Novi Ligure (Al).
Il 23 marzo 2012 Leini viene sciolto per 'ndrangheta (Il secondo comune del Piemonte).
Il 22 maggio 2012 viene sciolto per 'ndrangheta anche il comune piemontese di Rivarolo Canavese.
Il 23 ottobre 2012 i carabinieri concludono l'operazione Colpo di coda con 22 ordinanze di custodia cautelare tra Calabria e Piemonte accusati di associazione di tipo mafioso, estorsione, traffico di droga, porto e detenzione di armi illegale tra cui un dirottamento delle elezioni comunali di Chivasso, in Piemonte. Grazie a questa operazione viene anche scoperta l'esistenza del locale di Livorno Ferraris, in provincia di Vercelli. 
Il capobastone piemontese Giuseppe Catalano agli arresti domiciliari si dissocia dall'organizzazione criminale di cui aveva fatto parte per tutta la vita, ma senza pentirsi: si suicida buttandosi dal balcone. Dagli altri viene considerato comunque un traditore e al suo funerale non si presenta nessuno dei suoi ex sodali.
Il comune di Volpiano fino agli anni '70, come Torino e provincia, erano dominati dai clan mafiosi catanesi. Quando arrivarono i primi 'ndranghetisti negli anni '70 a poco a poco poterono farsi strada grazie alle prime confessioni dei pentiti siciliani che contribuirono a decapitare le organizzazioni e a lasciare spazio agli Agresta, i Marando e i Trimboli, che già dagli anni '80 colonizzarono il paese. Analogamente a Corsico e a Buccinasco in provincia di Milano, Volpiano è stata ribattezzata la "Piccola Platì".

Piemonte

| località                  | 'ndrine | Attività illecite                                                                                        |
| ------------------------- | --- | --- |
| Torino                    | Ursino, Macrì, Aquino-Coluccio, Belfiore, Lo Presti, Mazzaferro, Crea-Simonetti, Ruga, Cua-Ietto-Pipicella, Commisso-Macrì, Cordì | |
| Bardonecchia (TO)         | Mazzaferro, Lo Presti-Ursino | edilizia, infiltrazione negli appalti pubblici e nella ristorazione, usura, estorsioni, traffico di armi |
| Borgaro (TO)              | Aquino-Coluccio | |
| Carmagnola (TO)           | Bonavota | |
| Chivasso (TO)             | Ilacqua, Gioffrè-Santaiti, Belfiore, Mazzaferro, Lo Presti, Serraino, Pesce-Bellocco, Tassone                                     | |
| Cuorgnè (TO)              | Iaria, Bruzzese, Callà, Ursino-Scali, Casile-Rodà                                                                                 | |
| Ivrea (TO)                | | |
| Leini (TO)                | | |
| Moncalieri (TO)           | Ursino, Aquino-Coluccio | |
| Nichelino (TO)            | Belfiore, Bonavota | |
| Orbassano (TO)            | Ursino Albanese-Raso, Pronestì, Franzè                                                                                            | |
| Rivarolo Canavese (TO)    | | |
| Rivoli (TO)               | Romeo, Belfiore | |
| Salassa (TO)              | | |
| San Mauro Torinese (TO)   | Crea-Simonetti, Lo Presti-Ursino                                                                                                  | edilizia, infiltrazione negli appalti pubblici e nella ristorazione, usura, estorsioni, traffico di armi |
| San Giusto Canavese (TO)  | Varacalli-Franco-Polifroni-Spagnolo, Ursino-Scali, Raso-Albanese                                                                  | |
| San Sebastiano da Po (TO) | Belfiore | |
| Susa (TO)                 | Mazzaferro, Lo Presti-Ursino | edilizia, infiltrazione negli appalti pubblici e nella ristorazione, usura, estorsioni, traffico di armi |
| Oulx (TO)                 | Mazzaferro, Lo Presti-Ursino | |
| Volpiano (TO)             | Barbaro, Trimboli-Marando-Agresta                                                                                                 | traffico di droga, gioco d'azzardo illecito, omicidio                                                    |
| Alessandria               | Pesce, Bellocco | Traffico di droga                                                                                        |
| Novi Ligure (Al)          | | |
| Asti                      | Belfiore | |
| Casalborgone (At)         | Belfiore | |
| Biella                    | Belcastro, D'Agostino, Romanello, Papalia, Trimboli, Varacalli-Franco-Polifroni-Spagnolo, Ursino                                  | Traffico di droga                                                                                        |
| Alba (Cn)                 | | |
| Fossano (Cn)              | | |
| Sommariva del Bosco (Cn)  | Rosso | |
| Crescentino (VC)          | Aquino-Coluccio | |
| Livorno Ferraris (VC)     | Cavallaro, Maiolo, Aquino-Coluccio                                                                                                | |

### Puglia
L'influenza della 'ndrangheta, ed in particolare dei Bellocco di Rosarno nella regione Puglia comincia negli anni '80 del secolo scorso quando la Nuova Camorra Organizzata di Raffaele Cutolo estendeva la sua presenza nella regione.
Il capobastone Umberto Bellocco conferì il grado di Santista a Giuseppe Rogoli, il quale, col suo permesso e quello di Carmine Alvaro fondò nel 1983 la Sacra Corona Unita. Dal 1993 difatti, si viene a sapere che fu fondata da Giuseppe Rogoli, per volere di Umberto Bellocco (capobastone dell'omonima 'ndrina di Rosarno), e che inoltre all'interno della Sacra Corona Unita vi fossero altri elementi appartenenti alla cosca calabrese, come: Giuseppe Iannelli, Giosuè Rizzi, Cosio Cappellari, Antonio e Riccardo Modeo.
Prima degli anni '90, a Foggia, Roberto Sinesi, uno dei boss della Società foggiana, venne affiliato alla 'ndrangheta da Franco Coco Trovato e da Pepè Flachi; la stessa avvenne con il nipote Donato Delli Carri (cui fu conferita la "dote" di evangelista), assassino dell'imprenditore Giovanni Panunzio, ucciso nel 1992 perché rifiutò di pagare il pizzo.
Il 13 novembre 2017 si conclude l'operazione Lampo dei Carabinieri, durata 3 anni e partita dall'operazione Sant'Anna, che arresta 10 presunti affiliati e il suo presunto capo Cataldo Caporosso che operavano a Massafra, Statte, Palagiano e il rione Tamburi di Taranto. La consorteria si era inserita nel mercato ittico e della cocaina locale.
Le attività criminose del sodalizio criminale sarebbero state avallate sempre da Umberto Bellocco che dopo 21 anni di carcere avrebbe incontrato Cataldo Caporosso e conferendogli in casa sua la dote di padrino.

### Sardegna
Nella regione opera la potente cosca dei Nirta-Strangio, un esponente del clan, Antonio Strangio, venne arrestato nell'operazione Santa Barbara del 2005. Secondo la prima relazione semestrale della DIA del 2017 si registrano attività sul territorio da parte di membri del Locale di Laureana di Borrello (Ferrentino-Chindamo-Lamari-D'Agostino) per quanto concerne il traffico di stupefacenti.
Il 18 giugno 2019 si conclude l'operazione Balboa della Guardia di Finanza di Reggio Calabria che arresta 5 persone che lavoravano per conto della cosca Bellocco per l'importazione dal Sud America di eroina da far arrivare nel porto di Gioia Tauro. Gli arresti sono avvenuti nella provincia di Roma, Reggio Calabria e Sassari.
Il 4 febbraio 2020 si conclude l'operazione Akhua condotta dai Carabinieri di Roma e dalla Guardia Civil della Spagna che arresta 33 membri di 2 organizzazioni criminali, una vicina alla 'Ndrangheta e guidata da Vincenzo Polito e Francesco Filippone ed una vicina alla Camorra guidata da Gennaro e Salvatore Esposito dedita al traffico internazionale di stupefacenti. 
Il traffico passava anche dalla tratta Roma-Cagliari, e sono anche state arrestate 3 persone: una a Capoterra, una a Flumini di Quartu e una a Oristano.
| località | 'ndrine                         | Attività illecite                        |
| -------- | ------------------------------- | ---------------------------------------- |
| Cagliari | Nirta-Strangio di San Luca (RC) | traffico di droga, riciclaggio di denaro |

### Sicilia
In Sicilia la 'ndrangheta ha operato principalmente nell'area di Messina. A cavallo tra gli anni '60 e '70 vi sarebbe stato anche un locale comandato dal futuro pentito Gaetano Costa, detto facci i' sola. In particolare praticavano l'estorsione ad imprese e usavano i locali dell'Università di Messina prendendoli in prestito come deposito di armi con l'appoggio dei clan appartenenti a Cosa Nostra messinese, di cui ne faceva il medesimo utilizzo già da molti anni, e con la complicità di alcuni docenti e studenti (molti dei quali "rampolli" delle 'ndrine) che smistavano il traffico di droga proveniente dalla Turchia e dal Sud America e diretto a Milano ad opera dei Morabito di Africo negli anni '90. Nel 2000 l'operazione «Panta Rei» condotta dalla Direzione distrettuale antimafia di Messina svelò il totale controllo che i Morabito avevano sull'ateneo messinese attraverso la compravendita di esami, il controllo degli appalti universitari e il traffico di stupefacenti, un grumo d'interessi che sarebbero stati il movente dell'omicidio del professor Matteo Bottari, docente universitario ucciso a colpi di lupara nel 1998. La 'ndrangheta ha inoltre solidi rapporti con i clan di Barcellona Pozzo di Gotto e sempre negli ultimi anni le 'ndrine del mandamento ionico si sono organizzate in sodalizi per l'acquisto di cocaina da spacciare sul territorio siciliano ed in particolare nel territorio messinese, nel catanese, nel palermitano e nel trapanese. 
Secondo lo studioso Antonio Nicaso sarebbe anche attiva a Vittoria e Ragusa per inserirsi nel mercato ortofrutticolo.
| località      | 'ndrine | Attività illecite |
| ------------- | --- | --- |
| Catania       | Romeo, Iamonte, Cacciola-Grasso-Pronestì                                                                      | Traffico di droga, alleanza con clan Cappello; dalle indagini della DIA i Cappello avrebbero stretto relazioni con le cosche della Piana di Gioia Tauro, le cosche di Rosarno insieme ai Iamonte di Melito Porto Salvo (i Piromalli negli appalti in sanità attraverso società esterne di pulizie a Melito Porto Salvo e Locri). Alleanza tra la cosca calabrese dei Romeo di San Luca e il Clan Santapaola-Ercolano, rafforzata da legami familiari. Altre cosche catanesi minori sono legati ai Santapaola-Ercolano come i Toscano-Mazzaglia-Tomasello di Biancavilla e Mascalucia. I Nicotra di Misterbianco invece hanno stretto relazioni di business per il traffico di droga con il clan Bevilacqua di Catanzaro e sono i referenti di Matteo Messina Denaro e Cosa nostra Palermitana. Sono fuggiti in Toscana ed Emilia-Romagna, ma sono poi ritornati a Misterbianco dove sono uno dei clan di riferimento. Hanno legami di parentela nella zona tirrenica calabrese ed in relazione di amicizia e business col clan Mazzei. I Mazzei sono alleati del clan dei Cursoti e dei Cappello e in opposizione ai Santapaola-Ercolano. |
| Palermo       | Marando, De Stefano                                                                                           | Traffico di droga, alleanza con clan di Bagheria, alleanza del clan De Stefano con i Corleonesi. |
| Messina       | Morabito, Romeo, Nirta-Strangio, Farao-Marincola, Ferrazzo, Piromalli, Bellocco, Costa, Raso-Gullace-Albanese | Estorsioni, traffico di droga. I Morabito di Africo Nuovo operano soprattutto nella zona Università di Messina (in particolare in area Medica), mentre i Romeo nelle zone di Barcellona Pozzo di Gotto, Milazzo, Patti, Taormina. Nelle zone del Barcellonese si evidenziano anche interazioni con le cosche calabresi dei Nirta-Strangio di San Luca, dei Farao-Marincola di Cirò Marina, dei Piromalli-Molè di Gioia Tauro, dei Bellocco-Pesce di Rosarno, con cosche del Vibonese, nonché con cosche della provincia di Cosenza. Gli stessi Romeo sono in rapporti familiari con i Santapaola-Ercolano di Catania. Il clan Marchese di Messina è in affari con i Ferrazzo di Mesoraca. Il clan Costa, presente nel quartiere Giostra di Messina, è in affari con i clan calabresi della Locride e della Piana di Gioia Tauro. |
| Agrigento     | Barbaro, Alvaro, Piromalli                                                                                    | Controllo attività economiche, spaccio. In tale provincia sono presenti due principali gruppi criminali opposti fra loro: Cosa nostra e la Stidda. La seconda è stata nel passato in conflitto con tutti gli altri clan di Cosa Nostra ma con essi ha stipulato una pace che comporta la pacifica convivenza nello stesso territorio. La Stidda è in ottime relazioni con la 'Ndrangheta calabrese per lo spaccio di droga nelle loro aree di influenza. |
| Ragusa        | De Maio-Brandimarte, Piromalli                                                                                | Spaccio di Cocaina e controllo delle attività economiche. In relazione con i clan ragusani e i loro commercianti. C'è anche la presenza della Stidda siciliana oltre che Cosa Nostra. |
| Siracusa      | Bellocco, Alvaro, Nirta-Strangio                                                                              | Si sono evidenziate relazioni con la 'ndrangheta della Locride e della Piana di Gioia Tauro. Buone relazioni con i clan catanesi dei Santapaola-Ercolano. |
| Trapani       | Bellocco-Pesce, Marando, Trimboli                                                                             | Si sono evidenziati relazioni con i clan rosarnesi dei Bellocco-Pesce, attivi nello spaccio di sostanze stupefacenti tra Calabria e Sicilia. Anche relazioni con clan della piana di Gioia Tauro e della Locride. |
| Caltanissetta | Mancuso, Piromalli                                                                                            | Come ad Agrigento e in parte a Ragusa, anche a Caltanissetta è la Stidda a gestire la piazza di spaccio ed affari commerciali Si evidenziano interazioni con i clan calabresi della Piana di Gioia Tauro e del Vibonese. La Stidda è presente nel Nord Italia a Milano, Lecco, Brescia, Torino, Germania. In ottime relazioni con i Cappello di Catania e la camorra napoletana. |
| Enna          | Mancuso, Piromalli                                                                                            | Come ad Agrigento ed in parte a Ragusa, anche a Caltanissetta è la Stidda a gestire la piazza di spaccio ed affari commerciali. Si evidenziano interazioni con i clan calabresi della Piana di Gioia Tauro e del Vibonese. La Stidda è presente nel Nord Italia a Milano, Lecco, Brescia, Torino, Germania. In ottime relazioni con i Cappello di Catania e la camorra napoletana. |

### Toscana
(Giuseppe Governale, direttore della Direzione Investigativa Antimafia il 10 ottobre 2019)

Toscana

Nel 2008 la Fondazione Caponnetto affermava che la regione Toscana non fosse una terra di Mafia ma che comunque se ne potesse registrare la sua presenza. 
Al 2018 si può sostenere che per quanto riguarda la 'ndrangheta non vi è accertamento di locali, e quindi strutture organizzative attive ma che membri di essa praticano sul territorio estorsione, usura e si infiltrano in appalti pubblici e privati. 
Il 23 settembre 2018 la Scuola Normale di Pisa pubblica per la seconda volta il "Rapporto sui fenomeni di Criminalità organizzata e corruzione" commissionato dalla Regione Toscana in cui emerge che nella regione vi sarebbero 78 clan che hanno sviluppato attività economiche, di cui il 48% fa riferimento alla 'ndrangheta. Il porto di Livorno dopo quello di Gioia Tauro ha il record di sequestri di cocaina in Italia. 
Il 1º ottobre 2018 si unisce anche Gino Angelo Lattanzi, dirigente del dipartimento sindacale CNA Liguria affermando una forte presenza 'ndranghetista nell'area di Massa Carrara, segnalata dall'aumento di tutti gli indicatori di fenomeni relativi alla presenza mafiosa. Nelle sue argomentazioni cita anche possibili collegamenti delle presunti navi affondate con materiale radioattivo nel mediterraneo che negli anni '90 sarebbero passate anche dai porti toscani e al fatto che i detriti di marmo prodotti nel carrarese sono degli ottimi schermanti radioattivi e che potrebbero essere stati utilizzati nella cosiddetta Terra dei fuochi in Campania.
Di seguito le più recenti operazioni avvenute sul territorio. 
L'11 settembre 2013 si conclude un'operazione durata due anni che porta all'arresto di 5 presunti affiliati ai Molè e al sequestro di beni a Montecatini Terme, Gioia Tauro e Lamezia Terme.
Il 9 ottobre 2013 i carabinieri di Lucca arrestano 13 persone di cui alcune riconducibili ai Facchineri a Lucca, e Pistoia, accusati di gestire il traffico di droga locale, associazione a delinquere per estorsioni e detenzione illegale di armi.
A luglio 2014 si conclude un'operazione della DDA di Genova per un traffico internazionale di cocaina proveniente dal Perù e diretta al Voltri Terminal Europa riconducibile a Giuseppe Talotta, affiliato agli Alvaro e che si muoveva tra la Lunigiana e la Versilia incontrandosi anche con Giuseppe Alvaro.
Il 10 dicembre 2015 viene ucciso a Tirrenia Giuseppe Raucci (cadavere ritrovato poi a Ginestra Fiorentina) per un fallito approvvigionamento di cocaina per conto di un gruppo criminale livornese ed uno calabrese
. Con l'operazione Akuarius 2 conclusasi il 20 marzo 2017 sono stati arrestati i responsabili dell'omicidio e del traffico di cocaina internazionale che vi era dietro e facente riferimento ai Piromalli.
Nel 2017 si conclude l'operazione Becco d'oca che porta al sequestro di beni a tre imprenditori forse legati ai Giglio di Crotone.
Il 12 gennaio 2018 vengono sequestrati a Prato beni mobili e immobili del valore di 4 milioni di euro riconducibili ad un imprenditore presunto prestanome dei Giglio di Strongoli.
Il 19 febbraio 2018 si concludono le operazioni Martingala e Vello d'oro della Guardia di Finanza e della DIA che portano a 37 misure cautelari nei confronti di presunti affiliati ai Nirta (Scalzone), degli Araniti e dei Piromalli accusati di associazione per delinquere, estorsione, sequestro di persona, usura, riciclaggio e autoriciclaggio, attività finanziaria abusiva e trasferimento fraudolento di valori. Nelle operazioni si è eseguito anche un sequestro di beni dal valore di oltre 100 milioni d'euro, in particolare di aziende del settore della grande distribuzione, dell'edilizia, dell'acciaio e correlate ad appalti pubblici operanti in Toscana e all'estero, in particolare Slovenia e Regno Unito.
Il 23 marzo 2018 l'Espresso rivela che il latitante Matteo Messina Denaro avrebbe avuto appoggi da esponenti della 'ndrangheta in Toscana.
Il 5 luglio 2018 a Firenze vengono confiscati beni del valore di 2 milioni di euro, tra cui 2 ristoranti riconducibili a un imprenditore vicino a una 'ndrina del quartiere Archi di Reggio Calabria.
Il 13 luglio 2018 viene arrestato a Tirrenia Giovanni Morabito, latitante da meno di 2 mesi, da quando aveva l'obbligo di soggiorno a Livorno.
Il 16 novembre 2018 si conclude l'operazione Drago dei Carabinieri e della DDA di Genova che porta 7 persone in carcere, accusati di associazione mafiosa e di estorsione, alcuni sarebbero affiliati alla 'ndrangheta altri alla Camorra. 
In particolare il gruppo criminale era riuscito ad intimidire un direttore di banca locale e così ottenere dei finanziamenti che insieme ai ricavati dell'usura aveva un valore di circa 400 000 euro.
Il 15 aprile 2021 si conclude l'operazione Keu - Calatruria della DDA di Firenze che porta all'arresto in Provincia di Arezzo di 6 persone accusate a vario titolo di inquinamento ambientale , traffico illecito di rifuti, traffico internazionale di droga e associazione mafiosa e 20 milioni di euro di sequestro di beni. Lo smaltimento sarebbe avvenuto a Bucine dove viveva un referente dei Gallace coinvolgendo una impresa di Vicchio.
Il 16 novembre 2021 le Squadre Mobili di Firenze e Livorno al termine di un'operazione condotta dalla Dda di Firenze hanno arrestato 13 persone. L'attività delle forze dell'ordine toscane rientra in un più vasto blitz della Polizia e della Guardia di Finanza contro presunti appartenenti alla cosca Molè, che ha portato complessivamente a 104 arresti. Per quanto riguarda l'operazione toscana, l'organizzazione criminale sgominata trafficava cocaina proveniente dal Sud America. Tra i destinatari delle misure, è stato riferito in una conferenza stampa alla procura di Firenze, anche alcuni soggetti che lavoravano nel porto di Livorno dove nel corso delle indagini sono stati sequestrati 430 chili di cocaina.
Il 18 gennaio 2022 la Dia, i carabinieri del Noe e forestali di Firenze, nell'ambito di un'attività congiunta e coordinata dalla procura del capoluogo toscano, hanno sequestrato beni per oltre 5 milioni di euro nei confronti di un imprenditore calabrese operante in Toscana nel settore dei rifiuti. La complessa attività investigativa avrebbe consentito di acquisire riscontri circa la vicinanza dell'imprenditore a famiglie 'ndranghetiste crotonesi riconducibili alla cosca Grande Aracri di Cutro.
Il 26 marzo 2022 si conclude una operazione della DDA di Firenze indagato 13 persone tra cui presunti membri dei Gallace e imprenditori della Provincia di Arezzo e un ex dipendente Genio Civile del Valdarno Superiore accusati a vario titolo di associazione mafiosa, estorsione, corruzione e spaccio di droga
Il 24 novembre 2022 si conclude un nuovo filone dell'operazione Keu contro due aziende della Provincia di Arezzo che smaltivano illegamente rifiuti pericolosi del settore aureo e argentifero in un impianto a Bucine
| località               | 'ndrine    | Attività illecite                                                            |
| ---------------------- | ---------- | ---------------------------------------------------------------------------- |
| Bucine(AR)             | Gallace    | traffico di droga, Smaltimento illegale di rifiuti (operazione Keu del 2022) |
| Lucca                  | Facchineri | traffico di droga, estorsioni                                                |
| Massa Carrara          | Alvaro     | traffico di droga (2014), estorsione e usura (Op. Drago 2018)                |
| Pistoia                | Facchineri | traffico di droga, estorsioni                                                |
| Montecatini Terme (PI) | Molè       | riciclaggio                                                                  |
| Livorno                | Molè       | Traffico di droga (2021)                                                     |

### Trentino-Alto Adige
Le prime testimonianze giudiziarie di una cellula di 'ndrangheta in questa regione risalgono agli anni '90 del secolo scorso quando vi si insediò Francesco Perre trasferendosi da Volpiano in Piemonte ed in collaborazione con Mario Sergi di Bolzano.
Nel 2013, per la prima volta Bolzano viene menzionata come città a rischio infiltrazioni dalla Commissione d'inchiesta antimafia, nella quale sarebbero presenti le famiglie cosentine dei Muto e dei Chirillo. Con l'operazione Overloading viene sgominato un traffico di droga proveniente dal Venezuela, passante per la Spagna, che giungeva a Roma per poi finire a Bolzano e in Emilia-Romagna.
Il 9 giugno 2020 si conclude l'operazione Freeland che porta all'arresto di 20 persone affiliate o facenti riferimento alle 'ndrine degli Italiano-Papalia, Barbaro-Papalia e Alvaro-Macrì-Violi accusate a vario titolo di associazione mafiosa, estorsione, sequestro di persona, spaccio di droga, bancarotta fraudolenta e detenzione illegale di armi. A capo della locale di Bolzano ci sarebbe Mario Sergi ma l'organizzazione avrebbe gestito anche lo spaccio del trevigiano e della città di Padova in Veneto grazie alla collaborazione di Paolo Pasimeni.
Il 15 ottobre 2020 si conclude l'operazione Porfido, in cui vengono arrestate 19 persone indagate a vario titolo di far parte di un locale di 'ndrangheta con epicentro Lona Lases in val di Cembra legate al settore del porfido e accusate di voto di scambio, detenzione illegale di armi e riduzione in schiavitù. Il Locale sarebbe composto da membri dei Serraino, Paviglianiti e Iamonte originari del reggino. 
A capo dell'organizzazione ci sarebbe Innocenzio Macheda dei Serraino, in Trentino all'inizio degli anni '80. l'ex consigliere comunale di Lona Lases e Giuseppe Battaglia, assessore comunale di Lona-Lases dal 2005 al 2010 con competenza sulle cave di porfido. 
Durante le indagini sono state anche registrate operazioni e/o tentate operazioni di riciclaggio: il 13 aprile 2018 nel quartiere San Basilio a Roma, Domenico Morello braccio destro di Macheda si incontra con Antonino Paviglianiti e Giuseppe Crea per far sparire dei soldi provenienti dalla Libia e anche soldi provenienti da Napoli legati alla vendita di benzina.
| località   | 'ndrine                                                                | Attività illecite                                                                                             |
| ---------- | ---------------------------------------------------------------------- | --- |
| Bolzano    | Muto, Chirillo, Italiano-Papalia, Barbaro-Papalia e Alvaro-Macrì-Violi | traffico di droga, spaccio di droga (Operazione Freeland, 2020), estorsione (Operazione Freeland, 2020)       |
| Lona-Lases | Serraino, Paviglianiti e Iamonte                                       | Infiltrazioni in attività legali lgate al Porfido, Voto di scambio, Riciclaggio di denaro (op. Porfido, 2020) |

### Umbria
(Il segretario nazionale del Consap, sindacato di polizia, Stefano Spagnoli, 12 luglio 2013)

Umbria

In Umbria il controllo della droga è in mano ai Facchineri di Cittanova, secondo l'operazione Windshear del ROS dei Carabinieri di Perugia. La droga talvolta arrivava dall'America direttamente all'aeroporto perugino, grazie ai pochi controlli. 
Nel 2008 con l'operazione Naos si viene a conoscenza di un patto tra le cosche calabresi e quelle campane per il controllo degli appalti edilizi. 
Dal 1999 al 2008 le forze dell'ordine hanno portato all'arresto ben 400 persone accusate di traffico di droga in Umbria.
Il 29 luglio 2011 il ROS dei Carabinieri arresta affiliati ai Mancuso in Calabria, Lazio, Umbria, Liguria ed Emilia-Romagna che riciclava a San Marino il denaro ricavato dai traffici di droga.
Il 6 maggio 2013, con l'operazione El Dorado vengono arrestate 22 persone, di cui molte riconducibili ai Galliciano di Condofuri e sequestrati beni da 20 milioni di euro, le società di trasporti e immobiliari coinvolte erano riuscite a monopolizzare il mercato locale, anche attraverso intimidazioni. I membri sono anche accusati di riciclaggio di denaro.
Il 12 luglio 2013 con l'operazione Plinius dei Carabinieri di Cosenza arrestato 28 persone in tutta Italia, presunte affiliate ai Muto di Cetraro tra cui anche una persona di Terni, mentre gli immobili sequestrati si trovavano nella provincia di Cosenza, a Perugia, Rocca di Cave (Rm) e Matera. Il clan condizionò anche le elezioni amministrative di Scalea (CS).
Il 10 dicembre 2014, durante l'operazione Quarto passo dei carabinieri del ROS di Reggio Calabria, vengono arrestate a Perugia, ed in particolare nella frazione di Ponte San Giovanni, 61 persone presunte affiliate al Locale di Cirò accusate di estorsione, truffa, usura e traffico di droga, per la quale tenevano contatti con la criminalità albanese. Sono stati inoltre sequestrati beni del valore di 30 milioni di euro.
Il 20 giugno 2017 si conclude l'operazione Tempio della polizia e della Guardia Civil spagnola che scopre i Filippone-Bianchino-Petullà di Melicucco in azione con organizzazioni criminali romane per il traffico di cocaina proveniente dal Sud America e passante dalla Spagna e destinato a Roma, Rieti, Forlì e Spoleto. 
Vengono arrestate 54 persone.
Il 12 dicembre 2019 si conclude l'operazione Infectio che porta a 27 provvedimenti contro presunti affiliati dei Trapasso, Mannolo e Zoffreo accusati a vario titolo di traffico di droga insieme ad esponenti della criminalità albanese, estorsioni, truffe a istituti di credito, infiltrazioni nel settore edile e nella politica locale umbra. 
Lo stesso giorno si conclude l'operazione Core Business contro 4 persone dei Commisso, tra cui Cosimo Commisso accusati di associazione mafiosa. Commisso dal 2015 era ai domiciliari a Perugia.
| località           | 'ndrine                                                                 | Attività illecite                             |
| ------------------ | ----------------------------------------------------------------------- | --------------------------------------------- |
| Perugia            | Facchineri, Giglio, Farao-Marincola, Maesano-Pangallo-Favasuli, Scumaci | traffico di droga, estorsioni, appalti        |
| Ponte San Giovanni | Farao-Marincola, Commisso                                               | estorsioni, truffa, usura e traffico di droga |
| Spoleto            | Filippone                                                               | traffico di droga                             |
| Terni              | Galliciano                                                              | Appalti                                       |

### Valle D'Aosta
(Bruno Nirta intercettato 2014-2018)

Valle d'Aosta

In questa regione si sarebbero insediate 9 'ndrine e un locale attivo, gestito fino al 2003 da Santo Pansera. In Valle d'Aosta sono stati attivi nel traffico d'armi con la Svizzera, in intimidazioni ed estorsioni, nonché omicidi nei confronti di chi ostacolasse i loro affari. Nel 1982 fu fatta esplodere l'auto del pretore Giovanni Selis che stava indagando sul Casinò di Saint Vincent.
Qui soggiornarono come latitanti i capibastone delle omonime famiglie Carmelo Iamonte e Luigi Facchineri.
Si consumarono omicidi per faide tra i Garofano e i Mirabelli e tra i Neri e i Facchineri, come l'omicidio nel 1991 di Gaetano Neri.
Il magistrato Mario Varaudo fu il primo ad accorgersi negli anni '90 della presenza di cosche calabresi nella regione e nel 1996 Francesco Raso e Domenico Cosentino erano stati condannati per voto di scambio con il presidente della giunta regionale Augusto Rollandin salvo poi essere assolti in appello nel 1998.
L'11 giugno 2009 vengono arrestati ad Aosta Giuseppe e Domenico Nirta, ivi residenti, accusati e condannati per traffico di droga.
Il 22 dicembre 2011 nell'operazione Tempus Venit vengono arrestate Giuseppe Facchineri, Giuseppe Chemi, Roberto Raffa e Michele Raso, accusate di estersione con l'aggravante mafiosa. I protagonisti dell'atto estorsivo, residenti nella provincia di Bologna (Vergato), mediante degli affiliati dimoranti nel capoluogo valdostano mettevano in atto le loro intimidazioni. Nel 2013 vengono condannate 7 persone. All'imprenditore Giuseppe Tropiano è stato contestato l'aggravante dell'art. 7 della legge 203/1991, perché pur non avendo agevolato gli interessi della 'ndrangheta, ne ha accettato le regole consapevole che gli autori dell'estorsione utilizzavano sistemi mafiosi.
Il 4 giugno 2013 l'associazione antimafia Libera Valle d'Aosta ha presentato il dossier L'altra Valle d'Aosta. 'Ndrangheta, negazionismo e casi irrisolti ai piedi delle Alpi con un resoconto delle azioni svolte dall'organizzazione criminale sin dal suo insediamento sul territorio.
Il 22 giugno 2013 durante l'operazione Hybris vengono arrestate ad Aosta tre presunti affiliati dei Pesce residenti a Saint-Marcel accusati di danneggiamento, estorsione, rapina commessi col metodo mafioso.
Il 12 gennaio 2015 la Guardia di Finanza sequestra beni immobili riconducibili ai Grande Aracri a Reggio Emilia, Torino, Aosta e Crotone.
Il 23 gennaio 2019 si conclude l'operazione Geenna e vengono arrestate 16 persone di un sodalizio operante in regione come Locale di Aosta almeno dal 2014 e riconducibili ai Nirta Scalzone, ai Raso e ai Mammoliti tra cui un consigliere di Saint Pierre, uno di Aosta e un consigliere regionale dell'Union Valdôtaine (all'epoca dei fatti a lui contestati era assessore) e accusati a vario titolo di associazione mafiosa, concorso esterno, traffico di droga, estorsione. L'associazione trafficava in droga proveniente dalla Spagna. L'omonimo processo si conclude il 30 agosto 2019 e la DDA di Torino conferma l'esistenza del locale in Valle d'Aosta almeno dal 2014 con Marco Fabrizio Di Donato, capo-locale incaricato di dialogare i capi-locale piemontesi, Antonio Raso si occupava ad Aosta di persone legate direttamente o indirettamente al locale mentre Bruno Nirta gestiva i rapporti con i locali in Calabria. 
Il 12 dicembre 2019 viene aperta l'inchiesta Egomnia sulle Elezioni regionali del 2018 in quanto la locale di 'ndrangheta di Aosta si sarebbe infiltrata. Lo stesso presidente di Regione Antonio Fosson avrebbe avuto contatti con essa attraverso il pensionato Giuseppe Petullà vicino ai capi Antonio Raso e Marco Di Donato, referenti dei Nirta nella regione. Sembrerebbe che anche i 3 ex presidenti di regione Augusto Rollandin, Laurent Viérin e Pierluigi Marquis cercassero i consensi dell'elettorato di origine calabrese attraverso la 'ndrangheta.
Il 6 febbraio 2020 viene sciolto il comune di Saint Pierre per infiltrazioni mafiose.
| località     | 'ndrine                                                               | Attività illecite |
| ------------ | --------------------------------------------------------------------- | --- |
| Aosta        | Asciutto, Facchineri, Grimaldi, Iamonte, Libri, Neri, Nirta, Torcasio | estorsioni (Geenna 2019), traffico di droga (Geenna 2019), traffico di armi, infiltrazione nella politica locale (Geenna 2019) |
| Saint Pierre | Nirta                                                                 | Presunta infiltrazione nel consiglio comunale                                                                                  |

### Veneto
(Nando dalla Chiesa intervistato, settembre 2019)

Veneto

La presenza della 'Ndrangheta in Veneto comincia negli anni '70 con i sequestri di persona, ben 10 tra il 1974 e il 1978, e presto arrivarono anche le minacce e le intimidazioni alle imprese. 
La 'Ndrangheta in Veneto però non riuscì mai a inserirsi nel tessuto sociale come nelle altre regioni del nord a causa di vari fattori: Il Veneto ha un tessuto imprenditoriale con vocazione all'esportazione e quindi non può essere utile fare "cartello", il traffico di droga era già gestito da elementi locali che conoscevano i loro clienti e vi era un rapporto di collaborazione e fiducia che non avevano bisogno di protezione, non sono riusciti ad stabilire un rapporto preferenziale coi trafficanti di droga, la costrizione con la forza a rifornirsi da essi non ha sortito effetti poiché gli spacciatori si spostavano in altre zone per vendere la loro merce.
Infine nelle grandi città come Verona o Padova non fu possibile condizionare il voto elettorale come in altri piccoli centri lombardi, piemontesi o liguri.
Notevole fu anche l'aiuto proveniente dalla società civile che tra il 1980 e il 1982 manifestarono contro la criminalità organizzata e dove la politica a livello comunale e provinciale adottò provvedimenti a contrastare il fenomeno.
Nonostante ciò il 19 novembre 2012 viene scoperto nel comune di Dueville in provincia di Vicenza che gli Iannazzo di Lamezia Terme erano riusciti ad ottenere l'appalto per la costruzione della locale caserma dei Carabinieri.
Nella prima relazione semestrale della DIA del 2017 si conferma la presenza nel territorio di cosche reggine e catanzaresi attive in azioni di riciclaggio.
Il 9 gennaio 2018 si conclude l'operazione Stige porta all'arresto di 170 presunti affiliati o sodali dei Farao-Marincola di Cirò Marina e dei Giglio di Strongoli che hanno una presenza nel mercato della panificazione nel padovano e la gestione di locali a Trissino (Vicenza).
Emerge anche un interesse per l'attività di riciclo di materie plastiche. Salvatore Giglio avrebbe diretto la 'ndrina anche dal carcere di Padova dove era agli arresti insieme al boss Giuseppe Farao. 
Anche il boss Pino Sestito presunto capo locale di Cirò Superiore avrebbe interessi nel vicentino.
Il 22 gennaio 2018 si conclude l'operazione Fiore Reciso ad opera della DIA di Padova con 16 arresti accusati a vario titolo di riciclaggio, spaccio e traffico di droga tra la provincia di Padova e Verona riconducibile alla 'ndrangheta di Isola Capo Rizzuto.
Il 13 marzo 2018 si conclude un'operazione della procura di Venezia in collaborazione con Eurojust contro il traffico internazionale di cocaina contro di 17 persone tra Veneto, Lombardia e Calabria, tra cui Antonino Vadalà che vive in Slovacchia.
Nella regione sarebbero presenti per riciclare denaro: i Dragone e i Grande Aracri di Cutro, gli Anello-Fruci di Filadelfia, i Vrenna-Ciampà-Bonaventura di Crotone, i Papalia-Italiano di Delianuova, i Morabito-Pangallo-Marte di Africo Nuovo, i Bellocco di Rosarno e i Piromalli-Molè di Gioia Tauro e dalle evidenze dell'operazione Stige del 2018 anche i Farao-Marincola e i Giglio.
Il pentito Angelo Salvatore Cortese, il 17 ottobre 2018, durante il processo Valpolicella racconta come a San Bonifacio il punto di riferimento dei Grande Aracri fosse Francesco Frontera.
Il 12 febbraio 2019 si conclude l'operazione Terry che in Veneto hanno portato a 7 arresti, le persone sono accusate a vario titolo e con modalità mafiose di aver commesso estorsioni, minacce, trasferimento fraudolento di valori e sarebbero appartenenti al gruppo criminale dei Multari, insediatosi negli anni '80 originari di Cutro e legati ai Grande Aracri. Ad un imprenditore sarebbe stato bruciato il suo yacht Terry ormeggiato ad Alghero.
Il 12 marzo 2019 si conclude l'operazione Camaleonte che porta all'arresto di 33 persone nelle città di Treviso, Vicenza, Padova, Belluno, Rovigo, Reggio Emilia, Parma, Milano e Crotone accusate di far parte di un sodalizio di 'ndrangheta riconducibile ai Grande Aracri e a vario titolo accusate di associazione mafiosa, estorsione, violenza, usura, sequestro di persona e riciclaggio.
Il 9 giugno 2020 si conclude l'operazione Freeland che porta all'arresto di 20 persone affiliate o facenti riferimento alle 'ndrine degli Italiano-Papalia, Barbaro-Papalia e Alvaro-Macrì-Violi con base a Bolzano ma che per lo spaccio di droga operavano anche in Veneto: a Treviso e a Padova grazie alla collaborazione di Paolo Pasimeni e Yassine Lemfaddel.
Il 19 ottobre 2020 si conclude il processo scaturito dall'operazione Camaleonte del 2019 a carico dei due fratelli Bolognino a capo di una organizzazione malavitosa in Veneto facente capo ai Grande Aracri. Francesco Bolognino viene condannato a 13 anni di carcere mentre Francesco Bolognino a 6 anni per associazione mafiosa e riciclaggio di denaro, accusa ricaduta anche ad imprenditori compiacenti.
| località                | 'ndrine                                                                        | Attività illecite                                                            |
| ----------------------- | ------------------------------------------------------------------------------ | ---------------------------------------------------------------------------- |
| Padova                  | Farao-Marincola, Giglio, Italiano-Papalia, Barbaro-Papalia, Alvaro-Macrì-Violi | mercato della panificazione (Stige, 2018), spaccio di droga (Freeland, 2020) |
| Treviso                 | Italiano-Papalia, Barbaro-Papalia, Alvaro-Macrì-Violi                          | spaccio di droga (Freeland, 2020)                                            |
| Verona                  | Grande Aracri, Piromalli-Molè                                                  | traffico di droga, gioco d'azzardo on line (Operazione Johnny - 2017)        |
| San Bonifacio           | Grande Aracri                                                                  | estorsione, usura (Operazione Valpolicella - 2017)                           |
| Valpolicella (7 comuni) | Grande Aracri, Dragone                                                         | estorsione, rapina e usura (Operazione Valpolicella - 2017)                  |
| Vicenza                 | Grande Aracri, Dragone                                                         | (Operazione Breakfast - 2017)                                                |
| Trissino                | Locale di Cirò Superiore                                                       | Riciclaggio (Stige, 2018)                                                    |

## Le infiltrazioni nella pubblica amministrazione

### Amministrazioni comunali
Per mafia sono state sciolte numerose Amministrazioni comunali calabresi. Dal 1991 al 2013 ben 58 consigli comunali: per lo più in provincia di Reggio Calabria (33), ma anche nelle province di Catanzaro (7), Crotone (3), Vibo Valentia (13) e Cosenza (2). Gli scioglimenti hanno avuto luogo in tempi diversi, e per alcune amministrazioni è successo più d'una volta.
Limbadi è stato il primo comune d'Italia sciolto per mafia nel 1983: anche se ancora non esisteva la legge contro le infiltrazioni mafiose negli enti locali, a sciogliere l'ente fu l'allora presidente della repubblica Sandro Pertini perché risultò primo degli eletti nella lista civica Ramoscello d'olivo il Capubastuni Francesco Mancuso conosciuto e temuto in tutto il territorio calabrese come "Don Ciccio", latitante durante la campagna elettorale e al momento del voto, sorvegliato speciale di pubblica sicurezza con precedenti penali per vari reati, inoltre all'interno del consiglio comunale risultavano eletti soggetti ritenuti pienamente inseriti nell'organizzazione criminale del Mancuso. Il consiglio venne pertanto sciolto per motivi di ordine pubblico ad appena una settimana di distanza dalle elezioni amministrative.

Anche al nord alcuni comuni hanno subito tale sorte. Il primo comune del nord Italia sciolto per presunte infiltrazioni mafiose fu Bardonecchia, in Piemonte nel 1995 e fu arrestato Rocco Lo Presti, storico boss mafioso di Bardonecchia e della Val di Susa. Nel novembre 2010, per la prima volta un comune lombardo (Desio, in Brianza) viene sciolto il consiglio comunale per evitare il commissariamento per infiltrazioni mafiose. Nel marzo 2011 Bordighera è il primo comune ligure che viene sciolto per infiltrazioni mafiose della famiglia Pellegrino; e successivamente viene commissariato Ventimiglia per evitarne lo scioglimento. Il 3 febbraio 2012 anche il comune ligure di Ventimiglia viene sciolto per mafia, insieme a quello di Bordighera (Provincia di Imperia) e Leini (Provincia di Torino). Nel maggio 2012 viene sciolto per 'ndrangheta anche il comune piemontese di Rivarolo Canavese. Il 9 ottobre 2012 viene sciolto per la prima volta in Italia un capoluogo di provincia: Reggio Calabria. Il 16 ottobre 2013 viene sciolto il primo comune per mafia in Lombardia: Sedriano. Il 20 aprile 2016 viene sciolto Brescello, il primo comune della regione Emilia-Romagna. Il 22 novembre 2017 in Calabria vengono sciolti 5 comuni, tra cui per la terza volta il comune di Lamezia Terme (poi annullato dal Tar del Lazio). Nel 2018 Platì viene sciolto per la terza volta e Limbadi per la seconda.
- Africo (RC) - (2003)[317], (2014)[318], (2019)
- Amantea (CS) - (luglio 2008)[319][320] - DPR annullato[317], (2020)
- Ardore (RC) - (2013[318])
- Anzio (Roma) - (2022)
- Badolato (CZ) - (2014[318])
- Bagaladi (RC) - (2012)[321] DPR annullato dal TAR
- Bagnara Calabra - (RC) - (2015)[322]
- Bardonecchia (TO) - (1995)[317]
- Bordighera (IM) - (marzo 2011)[323] - DPR annullato[324]
- Borgia (CZ) - (2010)[325]
- Botricello (CZ) - (2003) - DPR annullato[317]
- Bova Marina (RC) - (2012[318], 2017)[326]
- Bovalino (RC) - (2015)[327] - (2016)[328]
- Brancaleone (RC) - (2017[318])
- Brescello (RE) - (2016)[72][73]
- Briatico (VV) - (2003[317], gennaio 2012[317][329], maggio 2018[330])
- Calanna (RC) - (2004)[317]
- Camini (RC) - (1995)[317]
- Canolo (RC) - (2017)[318]
- Careri (RC) - (2012)[331], (2019)
- Casignana (RC) - (2013[318])
- Cassano allo Ionio (CS) - (2017)[314]
- Cirò (KR) - (2001)[317], (2013) DPR 2013 annullato dal TAR[332]
- Cirò Marina (KR) - (2018[318])
- Condofuri (RC) - (2010)[317][333]
- Corigliano Calabro (CS) - (2011)[317]
- Cosoleto (RC) - (1997)[317], (2022)
- Cropani (CZ) - (2017[318])
- Delianuova (RC) - (1991), (2018)[317]
- Fabrizia (VV) - (2009)[317][325]
- Gioia Tauro (RC) - (1993, 2008, 2017)[317][334]
- Guardavalle (CZ) - (2003[317]), (2021) DPR annullato
- Isca sullo Ionio (CZ) - (1992)[317]
- Isola di Capo Rizzuto (KR) - (2003, 2017)
- Joppolo (VV) - (2014) (DPR annullato dal TAR del Lazio e dal Consiglio di Stato)[335]
- Lamezia Terme (CZ) - (1991[317], 2002[317], 2017[314] DPR annullato[315])
- Laureana di Borrello (RC) - (2017[318])
- Lavagna (GE) - (2017[318])
- Leini (TO) - (2012)[188]
- Limbadi (VV) - (1983 - sciolto prima dell'esistenza della legge del 1991 sullo Scioglimento dei consigli comunali e provinciali per infiltrazione mafiosa, 2018[318])
- Marcedusa (CZ) - (2001)[317]
- Marina di Gioiosa Ionica (RC) - (2011[317], 2017[314] poi annullato dal TAR del Lazio)

- Melito di Porto Salvo (RC) - (1991, 1996, 2013)[317][336]
- Mileto (VV) - (2012)[321]
- Monasterace (RC) - (2003) - DPR annullato[317]
- Molochio (RC) - (1993[318], 1995)[317]
- Mongiana (VV) - (luglio 2012)[337]
- Montebello Jonico (RC) - (2013[318])
- Nardodipace (VV) - (dicembre 2011[336][338], dicembre 2015[318])
- Nettuno (RM) - (novembre 2005)[339], (2022)
- Nicotera (VV) - (2005)[318], (2010)[317][325], (2016)
- Parghelia (VV) - (2007)[317]
- Petronà (CZ) - (2017)[314]
- Platì (RC) - (2006[317], 2012[326], 2018[318])
- Reggio Calabria - (9 ottobre 2012[310])
- Ricadi (VV) - (2014)
- Rivarolo Canavese (TO) - (maggio 2012)[189]
- Rizziconi (RC) - (30 giugno 2000)[317], (27 ottobre 2016)
- Roccaforte del Greco (RC) - (1996, 2003, 2011)[317][333]
- Roghudi (RC) - (1995)[317]
- Rosarno (RC) - (1992)[318], (2008)[317], (2021)
- Samo (RC) - (gennaio 2012)[329]
- San Calogero (VV) - (2013)[336]
- San Ferdinando (RC) - (1994)[318], (2010)[317][333], (2014)[318]
- San Gregorio d'Ippona (VV) - (aprile 2007[317], maggio 2018[non chiaro])
- San Luca (RC) - (2000[317], 2013)
- San Procopio (RC) - (2010)[333]
- Sant'Andrea Apostolo dello Ionio (CZ) - (1991) - Amministrazione reintegrata[317]
- Sant'Ilario dello Ionio (RC) - (2012)[331]
- Sant'Onofrio (VV) - (8 gennaio 2009)[333]
- Santo Stefano in Aspromonte (RC) - (1998)[317]
- Scalea (CS) - (2014)
- Scilla (RC) - (2018)[340]
- Sedriano (MI) - (2013[138])
- Seminara (RC) - (1991[318], 2007)[317]
- Siderno (RC) - (2013,[336] 2018[341][342])
- Sinopoli (RC) - (1997)[317], (2019)
- Sorbo San Basile (CZ) - (2017[318])
- Soriano Calabro (VV) - (2007)[317]
- Stefanaconi (VV) - (1992)[317]
- Strongoli (KR) - (2003, 2018[318]) - DPR 2003 annullato[317]
- Taurianova (RC) - (1991, 2009[317], 2013)
- Tropea (VV) - (2016)[328] (DPR annullato dal TAR del Lazio).
- Ventimiglia (IM) - (2012)[108] (DPR annullato dal Consiglio di Stato)

### ASL
In base all'art. 143 T.U.E.L., dal 1991 sono state sciolte quattro aziende sanitarie calabresi per infiltrazioni della 'ndrangheta.
- Azienda sanitaria di Locri (RC) - (2006)[343]
- Azienda sanitaria di Reggio Calabria (2008)
- Azienda sanitaria della provincia di Reggio Calabria (2019[344])
- Azienda sanitaria di Vibo Valentia (2010)
- Azienda sanitaria della provincia di Catanzaro (2019)

### Magistratura
Neanche la magistratura è immune alle infiltrazioni della 'ndrangheta. Diversi sono stati i giudici accusati di collusione mafiosa e condannati come ad esempio:
- Vincenzo Giglio. Ex giudice presso la Corte di Appello di Reggio Calabria. È stato arrestato per concorso esterno in associazione mafiosa in quanto rivelava segreti investigativi ad alcuni esponenti della 'ndrangheta[345].
- Giancarlo Giusti. Ex giudice presso il Tribunale di Palmi. Ha assolto alcuni esponenti della 'ndrangheta in cambio di prestazioni sessuali e vacanze[346].

Francesco Forgione (ex presidente della Commissione Parlamentare Antimafia) nel suo saggio di inchiesta Porto franco. Politici, manager e spioni della repubblica della 'ndrangheta ha affermato che alcuni magistrati calabresi sarebbero strettamente imparentati con esponenti di spicco della 'ndrangheta. I magistrati in questione hanno reagito a queste accuse querelando per diffamazione l'autore del saggio, il quale ha replicato dicendo che i fatti narrati sono verificati e che queste querele rendono ancora più note le discutibili frequentazioni dei giudici, che ritenendo assolutamente falso e gravemente diffamatorio il contenuto del saggio che li riguarda, hanno proposto azione giudiziaria nei confronti di Forgione, che è stato riconosciuto colpevole e condannato al risarcimento di 100 000 euro. La sentenza ha inoltre dichiarato falso e diffamatorio il contenuto del saggio di Forgione, per l'"assenza del presupposto della verità, anche solo putativa, e per il discorso, evidentemente allusivo".
La PM Beatrice Ronchi ha duramente criticato l'operato dei magistrati Franco Mollace (DIA) e Alberto Cisterna per non avere attaccato la cosca Lo Giudice, il pentito Antonino Lo Giudice ha detto di aver fatto regali e favori vari ai due magistrati.